# Radni sejmików województw II kadencji

Koalicje w sejmikach (stan na 2002)

Radni sejmików województw II kadencji – radni 16 sejmików wojewódzkich w Polsce II kadencji (2002–2006).
561 spośród nich zostało wybranych w wyborach samorządowych w 2002 na kadencję przypadającą na lata 2002–2006. Wybory przeprowadzono w wielomandatowych okręgach z listami otwartymi, obowiązywał 5% próg wyborczy na obszarze województwa. W razie zwolnienia mandatu w danych okręgu, funkcję radnego obejmowała osoba z tej samej listy wyborczej z kolejno najwyższym wynikiem wyborczym. Głosowanie odbyło się 27 października 2002. Wybory przeprowadzono na podstawie przepisów Ordynacji wyborczej do rad gmin, rad powiatów i sejmików województw (1998).

## Wyniki wyborów do Sejmiku Województwa Dolnośląskiego II kadencji
| Komitet wyborczy | Komitet wyborczy                                     | Głosy   | Głosy  | Głosy | Mandaty | Mandaty | Mandaty |
| Komitet wyborczy | Komitet wyborczy                                     | Liczba  | %      | +/−   | Liczba  | +/−     | %       |
| ---------------- | ---------------------------------------------------- | ------- | ------ | ----- | ------- | ------- | ------- |
|                  | KKW Sojusz Lewicy Demokratycznej – Unia Pracy        | 219 826 | 27,73  | 7,19  | 12      | 13      | 33,33   |
|                  | Samoobrona Rzeczpospolitej Polskiej                  | 138 721 | 17,50  | –     | 8       | –       | 22,22   |
|                  | KKW Platforma Obywatelska – Prawo i Sprawiedliwość   | 127 858 | 16,13  | –     | 6       | –       | 16,67   |
|                  | Liga Polskich Rodzin                                 | 118 963 | 15,01  | –     | 6       | –       | 16,67   |
|                  | Krajowy KWW Unia Samorządowa                         | 59 336  | 7,49   | –     | 2       | –       | 5,56    |
|                  | Polskie Stronnictwo Ludowe                           | 50 255  | 6,34   | 1,72  | 2       | [ d ]   | 5,56    |
|                  |                                                      |         |        |       |         |         |         |
|                  | Konserwatywno-Liberalna Partia Unia Polityki Realnej | 17 080  | 2,15   | –     | –       | –       | –       |
|                  | KWW Konfederacja Ruch Obrony Bezrobotnych RP         | 17 069  | 2,15   | –     | –       | –       | –       |
|                  | KWW Razem Polsce                                     | 11 791  | 1,49   | –     | –       | –       | –       |
|                  | Alternatywa Partia Pracy                             | 9525    | 1,20   | –     | –       | –       | –       |
|                  | KWW Antyklerykalna Polska                            | 7023    | 0,89   | –     | –       | –       | –       |
|                  | Krajowa Partia Emerytów i Rencistów                  | 6338    | 0,80   | –     | –       | –       | –       |
|                  | Konfederacja Polski Niepodległej                     | 4472    | 0,20   | –     | –       | –       | –       |
|                  | KWW Wałowski                                         | 1792    | 0,23   | –     | –       | –       | –       |
|                  | Komitet Obrony Polskiej Ziemi Placówka               | 1454    | 0,18   | –     | –       | –       | –       |
|                  | KWW Prawi dla Rzeczypospolitej                       | 1161    | 0,15   | –     | –       | –       | –       |
|                  |                                                      |         |        |       |         |         |         |
| Ogółem           | Ogółem                                               | 792 664 | 100,00 | –     | 36      | 19      | 100,00  |
| Głosy nieważne   | Głosy nieważne                                       | 186 155 | 19,02  | 9,77  |         |         |         |
| Frekwencja       | Frekwencja                                           | 978 819 | 42,71  | 3,21  |         |         |         |

Podział mandatów i rozkład procentowy poparcia w wyniku wyborów z uwzględnieniem podziału na późniejszą koalicję rządzącą w kolejności: ugrupowania zarządu, opozycja sejmikowa i pozasejmikowa (komitety, które nie przekroczyły 1% poparcia w skali województwa, potraktowano zbiorczo) [Marszałek województwa Henryk Gołębiewski, koalicja SLD-UP-SRP]:
|        |            |       |     |    |     |
| ↓      |            |       |     |    |     |
| 12     | 8          | 6     | 6   | 2  | 2   |
| SLD–UP | Samoobrona | POPiS | LPR | US | PSL |

|        |            |       |     |    |     |  |  |  |  |  |  |
|        |            |       |     |    |     |  |  |  |  |  |  |
| SLD–UP | Samoobrona | POPIS | LPR | US | PSL |  |  |  |  |  |  |

| Radni II kadencji | | |                                                                                                | |                                                                                                |                                                                                                |                                                                                                |                                                                                                |                                                                                                |                                                                                                |
| Nr                | Radni wybrani z list poszczególnych komitetów wyborczych (w nawiasach liczba zdobytych głosów)                | Radni wybrani z list poszczególnych komitetów wyborczych (w nawiasach liczba zdobytych głosów)                      | Radni wybrani z list poszczególnych komitetów wyborczych (w nawiasach liczba zdobytych głosów) | Radni wybrani z list poszczególnych komitetów wyborczych (w nawiasach liczba zdobytych głosów)            | Radni wybrani z list poszczególnych komitetów wyborczych (w nawiasach liczba zdobytych głosów) | Radni wybrani z list poszczególnych komitetów wyborczych (w nawiasach liczba zdobytych głosów) | Radni wybrani z list poszczególnych komitetów wyborczych (w nawiasach liczba zdobytych głosów) | Radni wybrani z list poszczególnych komitetów wyborczych (w nawiasach liczba zdobytych głosów) | Radni wybrani z list poszczególnych komitetów wyborczych (w nawiasach liczba zdobytych głosów) | Radni wybrani z list poszczególnych komitetów wyborczych (w nawiasach liczba zdobytych głosów) |
| 1                 | | KKW Platforma Obywatelska – Prawo i Sprawiedliwość Andrzej Łoś (13 675) Paweł Wróblewski (9659) Ewa Rzewuska (4894) |                                                                                                | KKW Sojusz Lewicy Demokratycznej – Unia Pracy Leszek Ryk (8329) Czesław Cyrul (5530) Jan Rymarczyk (5408) |                                                                                                | Liga Polskich Rodzin wakat                                                                     |                                                                                                | Samoobrona Rzeczpospolitej Polskiej Rafał Kubacki (11 412)                                     |                                                                                                |                                                                                                |
| 2                 | | KKW Sojusz Lewicy Demokratycznej – Unia Pracy Kazimierz Bicz (10 777) Ewa Mańkowska (7513)                          |                                                                                                | Samoobrona Rzeczpospolitej Polskiej Wacław Berus (7172) Włodzimierz Bryłka (4376)                         | Liga Polskich Rodzin Dominika Kopeć (3168)                                                     |                                                                                                | KKW Platforma Obywatelska – Prawo i Sprawiedliwość Marek Łapiński (2203)                       |                                                                                                | Polskie Stronnictwo Ludowe Henryk Kuriata (1679)                                               |                                                                                                |
| 3                 | KKW Sojusz Lewicy Demokratycznej – Unia Pracy Czesław Drąg (11 125) Jolanta Suława (6174) Sylwia Hanus (5049) | Samoobrona Rzeczpospolitej Polskiej Krystyna Franczak (9283) Kazimierz Stańkowski (4554)                            | Liga Polskich Rodzin Paweł Sulowski (8543) Małgorzata Radziewicz (2163)                        | KKW Platforma Obywatelska – Prawo i Sprawiedliwość Stanisław Jurcewicz (6913)                             | Polskie Stronnictwo Ludowe Jarosław Kurzawa (3691)                                             |                                                                                                |                                                                                                |                                                                                                |                                                                                                |                                                                                                |
| 4                 | KKW Sojusz Lewicy Demokratycznej – Unia Pracy Szymon Pacyniak (9203) Janusz Pezda (8007)                      | Samoobrona Rzeczpospolitej Polskiej Danuta Kalisz (4329)                                                            | Liga Polskich Rodzin Tomasz Rola (4991)                                                        | KKW Platforma Obywatelska – Prawo i Sprawiedliwość Andrzej Pawluszek (3996)                               |                                                                                                | Krajowy KWW Unia Samorządowa Marcin Zawiła (1819)                                              |                                                                                                |                                                                                                |                                                                                                |                                                                                                |
| 5                 | KKW Sojusz Lewicy Demokratycznej – Unia Pracy Mirosław Eder (8147) Roman Sadowski (5312)                      | Samoobrona Rzeczpospolitej Polskiej Marianna Kowalska (2756) Alicja Sokołowska (2240)                               | Liga Polskich Rodzin Artur Paprota (5135)                                                      | | Krajowy KWW Unia Samorządowa Piotr Borys (4477)                                                |                                                                                                |                                                                                                |                                                                                                |                                                                                                |                                                                                                |
|                   | | |                                                                                                | |                                                                                                |                                                                                                |                                                                                                |                                                                                                |                                                                                                |                                                                                                |

## Wyniki wyborów do Sejmiku Województwa Kujawsko-Pomorskiego II kadencji
| Komitet wyborczy | Komitet wyborczy                                     | Głosy   | Głosy  | Głosy | Mandaty | Mandaty | Mandaty |
| Komitet wyborczy | Komitet wyborczy                                     | Liczba  | %      | +/−   | Liczba  | +/−     | %       |
| ---------------- | ---------------------------------------------------- | ------- | ------ | ----- | ------- | ------- | ------- |
|                  | KKW Sojusz Lewicy Demokratycznej – Unia Pracy        | 169 296 | 31,80  | 11,91 | 13      | 13      | 39,39   |
|                  | Samoobrona Rzeczpospolitej Polskiej                  | 98 180  | 18,44  | –     | 8       | –       | 24,24   |
|                  | Liga Polskich Rodzin                                 | 74 386  | 13,97  | –     | 6       | –       | 18,18   |
|                  | KKW Platforma Obywatelska – Prawo i Sprawiedliwość   | 64 406  | 12,10  | –     | 3       | –       | 9,09    |
|                  | Polskie Stronnictwo Ludowe                           | 57 736  | 10,84  | 0,72  | 3       | 2       | 9,09    |
|                  |                                                      |         |        |       |         |         |         |
|                  | KWW „Wspólnota 2002”                                 | 20 386  | 3,83   | –     | –       | –       | –       |
|                  | Alternatywa Partia Pracy                             | 8420    | 1,58   | –     | –       | –       | –       |
|                  | Konserwatywno-Liberalna Partia Unia Polityki Realnej | 8124    | 1,53   | –     | –       | –       | –       |
|                  | Krajowy KWW Unia Samorządowa                         | 6831    | 1,28   | –     | –       | –       | –       |
|                  | KWW Konfederacja Ruch Obrony Bezrobotnych RP         | 6618    | 1,24   | –     | –       | –       | –       |
|                  | Krajowa Partia Emerytów i Rencistów                  | 4762    | 0,89   | –     | –       | –       | –       |
|                  | KWW Front dla Włocławka                              | 3985    | 0,75   | –     | –       | –       | –       |
|                  | Krajowe Porozumienie Emerytów i Rencistów            | 3415    | 0,64   | –     | –       | –       | –       |
|                  | KWW Antyklerykalna Polska                            | 3202    | 0,60   | –     | –       | –       | –       |
|                  | Kujawskie Stowarzyszenie Obywatelskie „Nasz Region”  | 1753    | 0,33   | –     | –       | –       | –       |
|                  | Konfederacja Polski Niepodległej                     | 942     | 0,18   | –     | –       | –       | –       |
|                  |                                                      |         |        |       |         |         |         |
| Ogółem           | Ogółem                                               | 532 442 | 100,00 | –     | 33      | 17      | 100,00  |
| Głosy nieważne   | Głosy nieważne                                       | 107 543 | 16,80  | 6,95  |         |         |         |
| Frekwencja       | Frekwencja                                           | 639 985 | 40,17  | 3,49  |         |         |         |

Podział mandatów i rozkład procentowy poparcia w wyniku wyborów z uwzględnieniem podziału na późniejszą koalicję rządzącą w kolejności: ugrupowania zarządu, opozycja sejmikowa i pozasejmikowa (komitety, które nie przekroczyły 1% poparcia w skali województwa, potraktowano zbiorczo) [Marszałek województwa Waldemar Achramowicz, koalicja SLD-PSL-UP]:
|        |     |            |     |       |
| ↓      |     |            |     |       |
| 13     | 3   | 8          | 6   | 3     |
| SLD–UP | PSL | Samoobrona | LPR | POPiS |

|        |     |            |     |       |  |  |  |  |  |  |  |
|        |     |            |     |       |  |  |  |  |  |  |  |
| SLD–UP | PSL | Samoobrona | LPR | POPiS |  |  |  |  |  |  |  |

| Radni II kadencji |                                                                                                  | |                                                                                                |                                                                                                |                                                                                                |                                                                                                |                                                                                                |                                                                                                |
| Nr                | Radni wybrani z list poszczególnych komitetów wyborczych (w nawiasach liczba zdobytych głosów)   | Radni wybrani z list poszczególnych komitetów wyborczych (w nawiasach liczba zdobytych głosów)                        | Radni wybrani z list poszczególnych komitetów wyborczych (w nawiasach liczba zdobytych głosów) | Radni wybrani z list poszczególnych komitetów wyborczych (w nawiasach liczba zdobytych głosów) | Radni wybrani z list poszczególnych komitetów wyborczych (w nawiasach liczba zdobytych głosów) | Radni wybrani z list poszczególnych komitetów wyborczych (w nawiasach liczba zdobytych głosów) | Radni wybrani z list poszczególnych komitetów wyborczych (w nawiasach liczba zdobytych głosów) | Radni wybrani z list poszczególnych komitetów wyborczych (w nawiasach liczba zdobytych głosów) |
| 1                 |                                                                                                  | KKW Sojusz Lewicy Demokratycznej – Unia Pracy Jan Szopiński (8848) Ryszard Zawiszewski (3955) Teresa Kucharska (3169) |                                                                                                | KKW Platforma Obywatelska – Prawo i Sprawiedliwość Krzysztof Brejza (1512)                     |                                                                                                | Liga Polskich Rodzin Maciej Eckardt (6974)                                                     |                                                                                                | Samoobrona Rzeczpospolitej Polskiej Maciej Mojzesowicz (5479)                                  |
| 2                 | KKW Sojusz Lewicy Demokratycznej – Unia Pracy Lucyna Andrysiak (5404) Jerzy Ortmann (3701)       | | Samoobrona Rzeczpospolitej Polskiej Regina Ostrowska (6182) Marek Wiśniewski (3656)            |                                                                                                | Polskie Stronnictwo Ludowe Marek Domżała (6981)                                                |                                                                                                | Liga Polskich Rodzin Stanisława Kuffel (5262)                                                  |                                                                                                |
| 3                 | KKW Sojusz Lewicy Demokratycznej – Unia Pracy Stefan Borkowicz (6599) Jerzy Zawadzki (4033)      | Samoobrona Rzeczpospolitej Polskiej Piotr Ostrowski (8142)                                                            |                                                                                                | Liga Polskich Rodzin Kamil Matuszewski (3514)                                                  |                                                                                                | Polskie Stronnictwo Ludowe Zygmunt Kwiatkowski (4362)                                          |                                                                                                |                                                                                                |
| 4                 | KKW Sojusz Lewicy Demokratycznej – Unia Pracy Waldemar Achramowicz (14 652) Dariusz Łyjak (1847) | | Liga Polskich Rodzin Lech Zdrojewski (4985)                                                    |                                                                                                | KKW Platforma Obywatelska – Prawo i Sprawiedliwość Piotr Całbecki (3908)                       |                                                                                                | Samoobrona Rzeczpospolitej Polskiej Roman Trybuła (3639)                                       |                                                                                                |
| 5                 | KKW Sojusz Lewicy Demokratycznej – Unia Pracy Bolesław Szulc (7529) Roman Pawłowski (3967)       | | Samoobrona Rzeczpospolitej Polskiej Teresa Marmucka-Lalka (5873)                               |                                                                                                | Polskie Stronnictwo Ludowe Maria Kurnatowska (2297)                                            |                                                                                                | Liga Polskich Rodzin Andrzej Dorszewski (3908)                                                 |                                                                                                |
| 6                 | KKW Sojusz Lewicy Demokratycznej – Unia Pracy Stanisław Pawlak (5727) Władysław Kubiak (5537)    | Samoobrona Rzeczpospolitej Polskiej Wojciech Szczupakowski (7190) Marek Kalinowski (3817)                             |                                                                                                | KKW Platforma Obywatelska – Prawo i Sprawiedliwość Marek Bruzdowicz (2314)                     | Liga Polskich Rodzin Tadeusz Zaparuszewski (3132)                                              |                                                                                                |                                                                                                |                                                                                                |
|                   |                                                                                                  | |                                                                                                |                                                                                                |                                                                                                |                                                                                                |                                                                                                |                                                                                                |

## Wyniki wyborów do Sejmiku Województwa Lubelskiego II kadencji
| Komitet wyborczy | Komitet wyborczy                                     | Głosy   | Głosy  | Głosy | Mandaty | Mandaty | Mandaty |
| Komitet wyborczy | Komitet wyborczy                                     | Liczba  | %      | +/−   | Liczba  | +/−     | %       |
| ---------------- | ---------------------------------------------------- | ------- | ------ | ----- | ------- | ------- | ------- |
|                  | KKW Sojusz Lewicy Demokratycznej – Unia Pracy        | 149 111 | 20,56  | 7,53  | 9       | 7       | 27,27   |
|                  | Samoobrona Rzeczpospolitej Polskiej                  | 158 391 | 21,84  | –     | 8       | –       | 24,24   |
|                  | Polskie Stronnictwo Ludowe                           | 143 664 | 19,81  | 1,80  | 7       | 5       | 21,21   |
|                  | Liga Polskich Rodzin                                 | 133 208 | 18,36  | –     | 7       | –       | 21,21   |
|                  | KKW Platforma Obywatelska – Prawo i Sprawiedliwość   | 61 471  | 8,47   | –     | 2       | –       | 6,06    |
|                  |                                                      |         |        |       |         |         |         |
|                  | KWW Konfederacja Ruch Obrony Bezrobotnych RP         | 21 677  | 2,99   | –     | –       | –       | –       |
|                  | Konserwatywno-Liberalna Partia Unia Polityki Realnej | 11 030  | 1,52   | –     | –       | –       | –       |
|                  | Alternatywa Partia Pracy                             | 10 860  | 1,50   | –     | –       | –       | –       |
|                  | KWW Razem Polsce                                     | 7727    | 1,07   | –     | –       | –       | –       |
|                  | Krajowy KWW Unia Samorządowa                         | 6390    | 0,88   | –     | –       | –       | –       |
|                  | Krajowa Partia Emerytów i Rencistów                  | 6225    | 0,86   | –     | –       | –       | –       |
|                  | Konfederacja Polski Niepodległej                     | 4860    | 0,67   | –     | –       | –       | –       |
|                  | KWW Antyklerykalna Polska                            | 4622    | 0,64   | –     | –       | –       | –       |
|                  | KWW Powiatowe Porozumienie Samorządowe               | 3135    | 0,43   | –     | –       | –       | –       |
|                  | KWW Rodzina                                          | 2986    | 0,41   | –     | –       | –       | –       |
|                  |                                                      |         |        |       |         |         |         |
| Ogółem           | Ogółem                                               | 725 357 | 100,00 | –     | 33      | 17      | 100,00  |
| Głosy nieważne   | Głosy nieważne                                       | 106 002 | 12,75  | 1,96  |         |         |         |
| Frekwencja       | Frekwencja                                           | 831 359 | 48,81  | 3,18  |         |         |         |

Podział mandatów i rozkład procentowy poparcia w wyniku wyborów z uwzględnieniem podziału na późniejszą koalicję rządzącą w kolejności: ugrupowania zarządu, opozycja sejmikowa i pozasejmikowa (komitety, które nie przekroczyły 1% poparcia w skali województwa, potraktowano zbiorczo) [Marszałek województwa Edward Wojtas, koalicja PSL-LPR-POPiS]:
|     |     |       |        |            |
| ↓   |     |       |        |            |
| 7   | 7   | 2     | 9      | 8          |
| PSL | LPR | POPiS | SLD–UP | Samoobrona |

|     |     |       |        |            |  |  |  |  |  |  |
|     |     |       |        |            |  |  |  |  |  |  |
| PSL | LPR | POPiS | SLD–UP | Samoobrona |  |  |  |  |  |  |

| Radni II kadencji |                                                                                                | |                                                                                                 | |                                                                                                |                                                                                                |                                                                                                |                                                                                                |                                                                                                |                                                                                                |
| Nr                | Radni wybrani z list poszczególnych komitetów wyborczych (w nawiasach liczba zdobytych głosów) | Radni wybrani z list poszczególnych komitetów wyborczych (w nawiasach liczba zdobytych głosów)                  | Radni wybrani z list poszczególnych komitetów wyborczych (w nawiasach liczba zdobytych głosów)  | Radni wybrani z list poszczególnych komitetów wyborczych (w nawiasach liczba zdobytych głosów)         | Radni wybrani z list poszczególnych komitetów wyborczych (w nawiasach liczba zdobytych głosów) | Radni wybrani z list poszczególnych komitetów wyborczych (w nawiasach liczba zdobytych głosów) | Radni wybrani z list poszczególnych komitetów wyborczych (w nawiasach liczba zdobytych głosów) | Radni wybrani z list poszczególnych komitetów wyborczych (w nawiasach liczba zdobytych głosów) | Radni wybrani z list poszczególnych komitetów wyborczych (w nawiasach liczba zdobytych głosów) | Radni wybrani z list poszczególnych komitetów wyborczych (w nawiasach liczba zdobytych głosów) |
| 1                 |                                                                                                | Liga Polskich Rodzin Stanisław Gogacz (3837) Jan Masłowski (2028)                                               |                                                                                                 | KKW Sojusz Lewicy Demokratycznej – Unia Pracy Piotr Włoch (9545) Anna Czechowska (2971)                |                                                                                                | KKW Platforma Obywatelska – Prawo i Sprawiedliwość Krzysztof Kamiński (2832)                   |                                                                                                |                                                                                                |                                                                                                |                                                                                                |
| 2                 |                                                                                                | Samoobrona Rzeczpospolitej Polskiej Stanisław Duszak (14 689) Agnieszka Kowal (8852) Waldemar Jakubaszek (8681) |                                                                                                 | Polskie Stronnictwo Ludowe Edward Wojtas (8494) Henryk Dudziak (5039)                                  |                                                                                                | KKW Sojusz Lewicy Demokratycznej – Unia Pracy Dariusz Sadowski (11 101) Anna Lipnicka (2468)   |                                                                                                | Liga Polskich Rodzin Mirosław Grzęda (8693)                                                    |                                                                                                | KKW Platforma Obywatelska – Prawo i Sprawiedliwość Ignacy Czeżyk (4338)                        |
| 3                 |                                                                                                | Polskie Stronnictwo Ludowe Henryk Makarewicz (5764) Sławomir Sosnowski (3939)                                   |                                                                                                 | KKW Sojusz Lewicy Demokratycznej – Unia Pracy Mirosław Złomaniec (8070) Władysław Świętochowski (5403) |                                                                                                | Samoobrona Rzeczpospolitej Polskiej Jacek Kopeć (4348)                                         | Liga Polskich Rodzin Piotr Wierzejski (6964)                                                   |                                                                                                |                                                                                                |                                                                                                |
| 4                 |                                                                                                | Samoobrona Rzeczpospolitej Polskiej Mirosław Panasiuk (12 328) Konrad Rękas (5147)                              | KKW Sojusz Lewicy Demokratycznej – Unia Pracy Witosław Szczasny (7980) Wiesław Brodowski (4789) | | Polskie Stronnictwo Ludowe Teresa Królikowska (7629)                                           | Liga Polskich Rodzin Stanisław Kuć (4905)                                                      |                                                                                                |                                                                                                |                                                                                                |                                                                                                |
| 5                 | Samoobrona Rzeczpospolitej Polskiej Stanisław Misztal (9230) Bogusław Warchulski (6848)        | | Polskie Stronnictwo Ludowe Jan Kowalik (6476) Jan Kowalczyk (4500)                              | | Liga Polskich Rodzin Antonina Łobejko (4835) Dominik Sendecki (4383)                           |                                                                                                | KKW Sojusz Lewicy Demokratycznej – Unia Pracy Zbigniew Typek (4535)                            |                                                                                                |                                                                                                |                                                                                                |
|                   |                                                                                                | |                                                                                                 | |                                                                                                |                                                                                                |                                                                                                |                                                                                                |                                                                                                |                                                                                                |

## Wyniki wyborów do Sejmiku Województwa Lubuskiego II kadencji
| Komitet wyborczy | Komitet wyborczy                                     | Głosy   | Głosy  | Głosy | Mandaty | Mandaty | Mandaty |
| Komitet wyborczy | Komitet wyborczy                                     | Liczba  | %      | +/−   | Liczba  | +/−     | %       |
| ---------------- | ---------------------------------------------------- | ------- | ------ | ----- | ------- | ------- | ------- |
|                  | KKW Sojusz Lewicy Demokratycznej – Unia Pracy        | 121 026 | 42,90  | 2,45  | 17      | 5       | 56,67   |
|                  | KKW Platforma Obywatelska – Prawo i Sprawiedliwość   | 36 930  | 13,09  | –     | 4       | –       | 13,33   |
|                  | Samoobrona Rzeczpospolitej Polskiej                  | 36 920  | 13,09  | –     | 4       | –       | 13,33   |
|                  | Liga Polskich Rodzin                                 | 36 403  | 12,90  | –     | 3       | –       | 10,00   |
|                  | Polskie Stronnictwo Ludowe                           | 23 714  | 8,41   | 3,32  | 2       | 1       | 6,67    |
|                  |                                                      |         |        |       |         |         |         |
|                  | Krajowy KWW Unia Samorządowa                         | 5721    | 2,03   | –     | –       | –       | –       |
|                  | Konserwatywno-Liberalna Partia Unia Polityki Realnej | 4699    | 1,67   | –     | –       | –       | –       |
|                  | Alternatywa Partia Pracy                             | 4460    | 1,58   | 1     | –       | 1       | –       |
|                  | KWW Razem Polsce                                     | 4128    | 1,46   | –     | –       | –       | –       |
|                  | KWW Konfederacja Ruch Obrony Bezrobotnych RP         | 4027    | 1,43   | –     | –       | –       | –       |
|                  | Stowarzyszenie Kolejarzy                             | 2061    | 0,73   | –     | –       | –       | –       |
|                  | Krajowa Partia Emerytów i Rencistów                  | 1286    | 0,46   | –     | –       | –       | –       |
|                  | KWW Antyklerykalna Polska                            | 727     | 0,26   | –     | –       | –       | –       |
|                  |                                                      |         |        |       |         |         |         |
| Ogółem           | Ogółem                                               | 282 102 | 100,00 | –     | 30      | 15      | 100,00  |
| Głosy nieważne   | Głosy nieważne                                       | 55 806  | 16,52  | 7,24  |         |         |         |
| Frekwencja       | Frekwencja                                           | 337 908 | 43,50  | 2,51  |         |         |         |

Podział mandatów i rozkład procentowy poparcia w wyniku wyborów z uwzględnieniem podziału na późniejszą koalicję rządzącą w kolejności: ugrupowania zarządu, opozycja sejmikowa i pozasejmikowa (komitety, które nie przekroczyły 1% poparcia w skali województwa, potraktowano zbiorczo) [Marszałek województwa Andrzej Bocheński, SLD-UP-PSL]:
|        |     |       |            |     |
| ↓      |     |       |            |     |
| 17     | 2   | 4     | 4          | 3   |
| SLD–UP | PSL | POPiS | Samoobrona | LPR |

|        |     |       |            |     |  |  |  |  |  |  |  |
|        |     |       |            |     |  |  |  |  |  |  |  |
| SLD–UP | PSL | POPIS | Samoobrona | LPR |  |  |  |  |  |  |  |

| Radni II kadencji | | |                                                                                                |                                                                                                |                                                                                                |                                                                                                |                                                                                                |                                                                                                |                                                                                                |                                                                                                |
| Nr                | Radni wybrani z list poszczególnych komitetów wyborczych (w nawiasach liczba zdobytych głosów)                                                | Radni wybrani z list poszczególnych komitetów wyborczych (w nawiasach liczba zdobytych głosów)                  | Radni wybrani z list poszczególnych komitetów wyborczych (w nawiasach liczba zdobytych głosów) | Radni wybrani z list poszczególnych komitetów wyborczych (w nawiasach liczba zdobytych głosów) | Radni wybrani z list poszczególnych komitetów wyborczych (w nawiasach liczba zdobytych głosów) | Radni wybrani z list poszczególnych komitetów wyborczych (w nawiasach liczba zdobytych głosów) | Radni wybrani z list poszczególnych komitetów wyborczych (w nawiasach liczba zdobytych głosów) | Radni wybrani z list poszczególnych komitetów wyborczych (w nawiasach liczba zdobytych głosów) | Radni wybrani z list poszczególnych komitetów wyborczych (w nawiasach liczba zdobytych głosów) | Radni wybrani z list poszczególnych komitetów wyborczych (w nawiasach liczba zdobytych głosów) |
| 1                 | | KKW Sojusz Lewicy Demokratycznej – Unia Pracy Bogusław Andrzejczak (4246) Jan Korol (3470) Marian Firszt (2233) |                                                                                                | KKW Platforma Obywatelska – Prawo i Sprawiedliwość Henryk Woźniak (3414)                       |                                                                                                | Samoobrona Rzeczpospolitej Polskiej Cezary Symonowicz (2056)                                   |                                                                                                | Liga Polskich Rodzin Jan Winiarz (1873)                                                        |                                                                                                | Polskie Stronnictwo Ludowe Jan Świrepo (2789)                                                  |
| 2                 | KKW Sojusz Lewicy Demokratycznej – Unia Pracy Edward Fedko (10 253) Marek Zaręba (6320) Zbigniew Faliński (3742) Stanisław Kierzkowski (1726) | | Samoobrona Rzeczpospolitej Polskiej Stanisław Stolarczyk (2127)                                |                                                                                                | KKW Platforma Obywatelska – Prawo i Sprawiedliwość Elżbieta Płonka (1977)                      |                                                                                                |                                                                                                |                                                                                                |                                                                                                |                                                                                                |
| 3                 | KKW Sojusz Lewicy Demokratycznej – Unia Pracy Marian Eckert (4340) Józef Bartkowiak (2959) Robert Pawłowski (2453)                            | Samoobrona Rzeczpospolitej Polskiej Jan Tyblewski (1729)                                                        | KKW Platforma Obywatelska – Prawo i Sprawiedliwość Tadeusz Ardelli (2159)                      |                                                                                                |                                                                                                |                                                                                                |                                                                                                |                                                                                                |                                                                                                |                                                                                                |
| 4                 | KKW Sojusz Lewicy Demokratycznej – Unia Pracy Andrzej Bocheński (9346) Andrzej Huszcza (5359) Tomasz Wontor (2524) wakat                      | | KKW Platforma Obywatelska – Prawo i Sprawiedliwość Stanisław Rzeźniczak (2330)                 |                                                                                                | Liga Polskich Rodzin Stanisław Stojanowski-Han (2582)                                          |                                                                                                |                                                                                                |                                                                                                |                                                                                                |                                                                                                |
| 5                 | KKW Sojusz Lewicy Demokratycznej – Unia Pracy Kazimierz Pańtak (3832) Maciej Kałuski (3411) Karol Jersak (3381)                               | | Liga Polskich Rodzin Stefan Olszewski (7163)                                                   |                                                                                                | Samoobrona Rzeczpospolitej Polskiej Ireneusz Ganczar (3256)                                    |                                                                                                | Polskie Stronnictwo Ludowe Marzenna Plucińska (1711)                                           |                                                                                                |                                                                                                |                                                                                                |
|                   | | |                                                                                                |                                                                                                |                                                                                                |                                                                                                |                                                                                                |                                                                                                |                                                                                                |                                                                                                |

## Wyniki wyborów do Sejmiku Województwa Łódzkiego II kadencji
| Komitet wyborczy | Komitet wyborczy                                     | Głosy   | Głosy  | Głosy | Mandaty | Mandaty | Mandaty |
| Komitet wyborczy | Komitet wyborczy                                     | Liczba  | %      | +/−   | Liczba  | +/−     | %       |
| ---------------- | ---------------------------------------------------- | ------- | ------ | ----- | ------- | ------- | ------- |
|                  | KKW Sojusz Lewicy Demokratycznej – Unia Pracy        | 180 304 | 23,91  | 13,34 | 12      | 12      | 33,33   |
|                  | Samoobrona Rzeczpospolitej Polskiej                  | 162 178 | 21,51  | –     | 10      | –       | 27,78   |
|                  | Polskie Stronnictwo Ludowe                           | 115 402 | 15,31  | 0,11  | 6       | 3       | 16,67   |
|                  | Liga Polskich Rodzin                                 | 104 560 | 13,87  | –     | 6       | –       | 16,67   |
|                  | KKW Platforma Obywatelska – Prawo i Sprawiedliwość   | 68 995  | 9,15   | –     | 2       | –       | 5,56    |
|                  |                                                      |         |        |       |         |         |         |
|                  | Inicjatywa Społeczna Wspólnota Samorządowa           | 30 383  | 4,03   | –     | –       | –       | –       |
|                  | KWW Konfederacja Ruch Obrony Bezrobotnych RP         | 18 510  | 2,45   | –     | –       | –       | –       |
|                  | Konserwatywno-Liberalna Partia Unia Polityki Realnej | 16 453  | 2,18   | 0,45  | –       |         | –       |
|                  | Alternatywa Partia Pracy                             | 12 869  | 1,71   | –     | –       | –       | –       |
|                  | KWW Razem Polsce                                     | 10 349  | 1,37   | –     | –       | –       | –       |
|                  | Krajowy KWW Unia Samorządowa                         | 9183    | 1,22   | –     | –       | –       | –       |
|                  | Krajowa Partia Emerytów i Rencistów                  | 7124    | 0,94   | –     | –       | –       | –       |
|                  | Zieloni Rzeczypospolitej Polskiej                    | 4788    | 0,64   | –     | –       | –       | –       |
|                  | KWW Przedsiębiorczość XXI wieku                      | 2986    | 0,40   | –     | –       | –       | –       |
|                  | KWW „Alicja Wojciechowska”                           | 2971    | 0,39   | –     | –       | –       | –       |
|                  | Konfederacja Polski Niepodległej                     | 2558    | 0,34   | –     | –       | –       | –       |
|                  | KWW Grażyny Kutzner – Zwolennicy Ładu i Porządku     | 2389    | 0,32   | –     | –       | –       | –       |
|                  | KWW Antyklerykalna Polska                            | 2008    | 0,27   | –     | –       | –       | –       |
|                  |                                                      |         |        |       |         |         |         |
| Ogółem           | Ogółem                                               | 754 010 | 100,00 | –     | 36      | 19      | 100,00  |
| Głosy nieważne   | Głosy nieważne                                       | 107 688 | 12,50  | 3,25  |         |         |         |
| Frekwencja       | Frekwencja                                           | 861 698 | 41,75  | 1,79  |         |         |         |

Podział mandatów i rozkład procentowy poparcia w wyniku wyborów z uwzględnieniem podziału na późniejszą koalicję rządzącą w kolejności: ugrupowania zarządu, opozycja sejmikowa i pozasejmikowa (komitety, które nie przekroczyły 1% poparcia w skali województwa, potraktowano zbiorczo) [Marszałek województwa Mieczysław Teodorczyk, koalicja SLD-UP-SRP-PSL]:
|        |            |     |     |       |
| ↓      |            |     |     |       |
| 12     | 10         | 6   | 6   | 2     |
| SLD–UP | Samoobrona | PSL | LPR | POPiS |

|        |            |     |     |       |      |  |  |  |  |  |  |  |
|        |            |     |     |       |      |  |  |  |  |  |  |  |
| SLD–UP | Samoobrona | PSL | LPR | POPiS | ISWS |  |  |  |  |  |  |  |

| Radni II kadencji | | |                                                                                                |                                                                                                |                                                                                                |                                                                                                |                                                                                                |                                                                                                |
| Nr                | Radni wybrani z list poszczególnych komitetów wyborczych (w nawiasach liczba zdobytych głosów)                 | Radni wybrani z list poszczególnych komitetów wyborczych (w nawiasach liczba zdobytych głosów)                               | Radni wybrani z list poszczególnych komitetów wyborczych (w nawiasach liczba zdobytych głosów) | Radni wybrani z list poszczególnych komitetów wyborczych (w nawiasach liczba zdobytych głosów) | Radni wybrani z list poszczególnych komitetów wyborczych (w nawiasach liczba zdobytych głosów) | Radni wybrani z list poszczególnych komitetów wyborczych (w nawiasach liczba zdobytych głosów) | Radni wybrani z list poszczególnych komitetów wyborczych (w nawiasach liczba zdobytych głosów) | Radni wybrani z list poszczególnych komitetów wyborczych (w nawiasach liczba zdobytych głosów) |
| 1                 | | KKW Sojusz Lewicy Demokratycznej – Unia Pracy Mieczysław Teodorczyk (11 030) Jarosław Berger (8661) Anna Strzechowska (3328) |                                                                                                | KKW Platforma Obywatelska – Prawo i Sprawiedliwość Michał Kasiński (8648)                      |                                                                                                | Liga Polskich Rodzin Michał Król (6294)                                                        |                                                                                                | Samoobrona Rzeczpospolitej Polskiej Zbigniew Łuczak (4837)                                     |
| 2                 | KKW Sojusz Lewicy Demokratycznej – Unia Pracy Leszek Konieczny (6974) Anna Adamska (3715)                      | KKW Platforma Obywatelska – Prawo i Sprawiedliwość Włodzimierz Fisiak (9727)                                                 | Liga Polskich Rodzin Jadwiga Beda (4409)                                                       | Samoobrona Rzeczpospolitej Polskiej Włodzimierz Janik (3562)                                   |                                                                                                |                                                                                                |                                                                                                |                                                                                                |
| 3                 | | Samoobrona Rzeczpospolitej Polskiej Bogusław Olejniczak (12 530) Elżbieta Maciejewska (2989)                                 |                                                                                                | KKW Sojusz Lewicy Demokratycznej – Unia Pracy Wiesław Garstka (6682) Andrzej Olszewski (5522)  |                                                                                                | Polskie Stronnictwo Ludowe Edward Gnat (4067)                                                  |                                                                                                | Liga Polskich Rodzin Grzegorz Lorek (3560)                                                     |
| 4                 | Samoobrona Rzeczpospolitej Polskiej Jolanta Mitka (14 864) Stanisław Wiszniewski (5417) Mariusz Mazurek (4381) | KKW Sojusz Lewicy Demokratycznej – Unia Pracy Kazimierz Maruszewski (12 512) Maciej Górski (3613)                            | Polskie Stronnictwo Ludowe Wiesław Stasiak (6379) Stanisław Olas (5616)                        | Liga Polskich Rodzin Marek Ratuszniak (4706)                                                   |                                                                                                |                                                                                                |                                                                                                |                                                                                                |
| 5                 | Samoobrona Rzeczpospolitej Polskiej Aneta Krawczyk (14 030) Jarosław Rutkowski (5589)                          | KKW Sojusz Lewicy Demokratycznej – Unia Pracy Stanisław Boczek (6027) Dorota Biskupska-Neidowska (5107)                      |                                                                                                | Liga Polskich Rodzin Marian Kot (7141)                                                         |                                                                                                | Polskie Stronnictwo Ludowe Stanisław Witaszczyk (10 284)                                       |                                                                                                |                                                                                                |
| 6                 | | Polskie Stronnictwo Ludowe Artur Bagieński (2236) Wiesław Kosonóg (1903)                                                     |                                                                                                | Samoobrona Rzeczpospolitej Polskiej Jacek Popecki (9282)                                       |                                                                                                | KKW Sojusz Lewicy Demokratycznej – Unia Pracy Jan Darnowski (6905)                             |                                                                                                | Liga Polskich Rodzin Paweł Andrzejewski (5031)                                                 |
|                   | | |                                                                                                |                                                                                                |                                                                                                |                                                                                                |                                                                                                |                                                                                                |

## Wyniki wyborów do Sejmiku Województwa Małopolskiego II kadencji
| Komitet wyborczy | Komitet wyborczy                                     | Głosy     | Głosy  | Głosy | Mandaty | Mandaty | Mandaty |
| Komitet wyborczy | Komitet wyborczy                                     | Liczba    | %      | +/−   | Liczba  | +/−     | %       |
| ---------------- | ---------------------------------------------------- | --------- | ------ | ----- | ------- | ------- | ------- |
|                  | KKW Platforma Obywatelska – Prawo i Sprawiedliwość   | 186 856   | 19,07  | –     | 10      | –       | 25,64   |
|                  | Liga Polskich Rodzin                                 | 175 025   | 17,86  | –     | 9       | –       | 23,08   |
|                  | KKW Sojusz Lewicy Demokratycznej – Unia Pracy        | 173 730   | 17,73  | 1,89  | 8       | 5       | 20,51   |
|                  | KWW „Wspólnota Małopolska”                           | 135 424   | 13,82  | –     | 6       | –       | 15,38   |
|                  | Samoobrona Rzeczpospolitej Polskiej                  | 111 803   | 11,41  | –     | 4       | –       | 10,26   |
|                  | Polskie Stronnictwo Ludowe                           | 79 182    | 8,08   | 0,68  | 2       | 1       | 5,13    |
|                  |                                                      |           |        |       |         |         |         |
|                  | KWW „Małopolskie Forum Kobiet”                       | 34 100    | 3,48   | –     | –       | –       | –       |
|                  | Konserwatywno-Liberalna Partia Unia Polityki Realnej | 28 078    | 2,87   | 1,46  | –       |         | –       |
|                  | KWW Konfederacja Ruch Obrony Bezrobotnych RP         | 10 254    | 1,05   | –     | –       | –       | –       |
|                  | Krajowa Partia Emerytów i Rencistów                  | 10 147    | 1,04   | –     | –       | –       | –       |
|                  | Alternatywa Partia Pracy                             | 9959      | 1,02   | –     | –       | –       | –       |
|                  | Krajowy KWW Unia Samorządowa                         | 8509      | 0,87   | –     | –       | –       | –       |
|                  | KWW Razem Polsce                                     | 6421      | 0,66   | –     | –       | –       | –       |
|                  | Komitet Obrony Polskiej Ziemi Placówka               | 5274      | 0,54   | –     | –       | –       | –       |
|                  | Organizacja Narodu Polskiego                         | 2559      | 0,26   | –     | –       | –       | –       |
|                  | KWW Małopolska Prawica                               | 1461      | 0,15   | –     | –       | –       | –       |
|                  | KWW Szanse Niezamożnych Polaków „Prawda i Praca”     | 982       | 0,10   | –     | –       | –       | –       |
|                  |                                                      |           |        |       |         |         |         |
| Ogółem           | Ogółem                                               | 979 764   | 100,00 | –     | 39      | 21      | 100,00  |
| Głosy nieważne   | Głosy nieważne                                       | 138 643   | 12,40  | 3,52  |         |         |         |
| Frekwencja       | Frekwencja                                           | 1 118 407 | 45,91  | 1,55  |         |         |         |

Podział mandatów i rozkład procentowy poparcia w wyniku wyborów z uwzględnieniem podziału na późniejszą koalicję rządzącą w kolejności: ugrupowania zarządu, opozycja sejmikowa i pozasejmikowa (komitety, które nie przekroczyły 1% poparcia w skali województwa, potraktowano zbiorczo) [Marszałek województwa Janusz Sepioł, koalicja POPiS-LPR-WM]:
|       |     |    |        |            |     |
| ↓     |     |    |        |            |     |
| 10    | 9   | 6  | 8      | 4          | 2   |
| POPiS | LPR | WM | SLD–UP | Samoobrona | PSL |

|       |     |    |        |            |     |     |  |  |  |  |  |  |
|       |     |    |        |            |     |     |  |  |  |  |  |  |
| POPiS | LPR | WM | SLD–UP | Samoobrona | PSL | MFK |  |  |  |  |  |  |

| Radni II kadencji |                                                                                                | |                                                                                                |                                                                                                |                                                                                                |                                                                                                |                                                                                                |                                                                                                |                                                                                                |                                                                                                |                                                                                                |                                                                                                |
| Nr                | Radni wybrani z list poszczególnych komitetów wyborczych (w nawiasach liczba zdobytych głosów) | Radni wybrani z list poszczególnych komitetów wyborczych (w nawiasach liczba zdobytych głosów)                         | Radni wybrani z list poszczególnych komitetów wyborczych (w nawiasach liczba zdobytych głosów) | Radni wybrani z list poszczególnych komitetów wyborczych (w nawiasach liczba zdobytych głosów) | Radni wybrani z list poszczególnych komitetów wyborczych (w nawiasach liczba zdobytych głosów) | Radni wybrani z list poszczególnych komitetów wyborczych (w nawiasach liczba zdobytych głosów) | Radni wybrani z list poszczególnych komitetów wyborczych (w nawiasach liczba zdobytych głosów) | Radni wybrani z list poszczególnych komitetów wyborczych (w nawiasach liczba zdobytych głosów) | Radni wybrani z list poszczególnych komitetów wyborczych (w nawiasach liczba zdobytych głosów) | Radni wybrani z list poszczególnych komitetów wyborczych (w nawiasach liczba zdobytych głosów) | Radni wybrani z list poszczególnych komitetów wyborczych (w nawiasach liczba zdobytych głosów) | Radni wybrani z list poszczególnych komitetów wyborczych (w nawiasach liczba zdobytych głosów) |
| 1                 |                                                                                                | KKW Sojusz Lewicy Demokratycznej – Unia Pracy Andrzej Telka (9515) Marek Dąbek (8044)                                  |                                                                                                | Liga Polskich Rodzin Adam Czachur (4028)                                                       |                                                                                                | KKW Platforma Obywatelska – Prawo i Sprawiedliwość Marek Lasota (6567)                         |                                                                                                | KWW „Wspólnota Małopolska” Jadwiga Olszowska-Urban (3175)                                      |                                                                                                |                                                                                                |                                                                                                |                                                                                                |
| 2                 |                                                                                                | Samoobrona Rzeczpospolitej Polskiej Ryszard Musiał (11 792)                                                            |                                                                                                | KKW Platforma Obywatelska – Prawo i Sprawiedliwość Kazimierz Czekaj (8371)                     |                                                                                                | Liga Polskich Rodzin Jan Bereza (6519)                                                         |                                                                                                | KKW Sojusz Lewicy Demokratycznej – Unia Pracy Andrzej Bohosiewicz (4315)                       |                                                                                                | Polskie Stronnictwo Ludowe Andrzej Bajołek (2523)                                              |                                                                                                |                                                                                                |
| 3                 |                                                                                                | KKW Platforma Obywatelska – Prawo i Sprawiedliwość Janusz Sepioł (4641) Maria Malinowska (3199) Jan Ciećkiewicz (1689) |                                                                                                | KKW Sojusz Lewicy Demokratycznej – Unia Pracy Jerzy Kornaś (11 539) Andrzej Kurz (3553)        | Liga Polskich Rodzin Wojciech Grzeszek (12 325) Krzysztof Woźniak (6300)                       |                                                                                                | KWW „Wspólnota Małopolska” Marek Nawara (11 452) Jerzy Jedliński (3242)                        |                                                                                                |                                                                                                |                                                                                                |                                                                                                |                                                                                                |
| 4                 | KKW Platforma Obywatelska – Prawo i Sprawiedliwość Józef Fortuna (4678) Rafał Stuglik (3431)   | | Liga Polskich Rodzin Piotr Stachura (9067) Jacek Radwan (5921)                                 |                                                                                                | KWW „Wspólnota Małopolska” Andrzej Sasuła (5564)                                               |                                                                                                | KKW Sojusz Lewicy Demokratycznej – Unia Pracy Janusz Ślesak (8372)                             |                                                                                                | Samoobrona Rzeczpospolitej Polskiej Elżbieta Wójcik (9362)                                     |                                                                                                |                                                                                                |                                                                                                |
| 5                 |                                                                                                | Liga Polskich Rodzin Elżbieta Zięba (6752) Małgorzata Padło (2078)                                                     |                                                                                                | Polskie Stronnictwo Ludowe Andrzej Sztorc (5859)                                               |                                                                                                | KKW Sojusz Lewicy Demokratycznej – Unia Pracy Marian Cichy (7117)                              |                                                                                                | KWW „Wspólnota Małopolska” Roman Ciepiela (4681)                                               | Samoobrona Rzeczpospolitej Polskiej Iwona Tworzydło (9604)                                     |                                                                                                | KKW Platforma Obywatelska – Prawo i Sprawiedliwość Krystyna Broda (5020)                       |                                                                                                |
| 6                 |                                                                                                | KKW Platforma Obywatelska – Prawo i Sprawiedliwość Leszek Zegzda (5942) Marian Wójtowicz (4588)                        |                                                                                                | Liga Polskich Rodzin Stanisław Zając (3148)                                                    | KKW Sojusz Lewicy Demokratycznej – Unia Pracy Kazimierz Kotwica (7896)                         | KWW „Wspólnota Małopolska” Witold Kozłowski (7215)                                             | Samoobrona Rzeczpospolitej Polskiej Łukasz Pater (7159)                                        |                                                                                                |                                                                                                |                                                                                                |                                                                                                |                                                                                                |
|                   |                                                                                                | |                                                                                                |                                                                                                |                                                                                                |                                                                                                |                                                                                                |                                                                                                |                                                                                                |                                                                                                |                                                                                                |                                                                                                |

## Wyniki wyborów do Sejmiku Województwa Mazowieckiego II kadencji
| Komitet wyborczy | Komitet wyborczy                                                                                          | Głosy     | Głosy  | Głosy | Mandaty | Mandaty | Mandaty |
| Komitet wyborczy | Komitet wyborczy                                                                                          | Liczba    | %      | +/−   | Liczba  | +/−     | %       |
| ---------------- | --- | --------- | ------ | ----- | ------- | ------- | ------- |
|                  | KKW Sojusz Lewicy Demokratycznej – Unia Pracy                                                             | 318 447   | 21,09  | 10,15 | 14      | 16      | 27,45   |
|                  | Prawo i Sprawiedliwość                                                                                    | 261 983   | 17,35  | –     | 10      | –       | 19,61   |
|                  | Samoobrona Rzeczpospolitej Polskiej                                                                       | 234 317   | 15,52  | –     | 8       | –       | 15,69   |
|                  | Liga Polskich Rodzin                                                                                      | 215 103   | 14,25  | –     | 7       | –       | 13,73   |
|                  | Polskie Stronnictwo Ludowe                                                                                | 171 923   | 11,39  | 3,39  | 7       | 4       | 13,73   |
|                  | Platforma Obywatelska RP                                                                                  | 127 828   | 8,47   | –     | 5       | –       | 9,80    |
|                  | |           |        |       |         |         |         |
|                  | Konserwatywno-Liberalna Partia Unia Polityki Realnej                                                      | 52 784    | 3,50   | –     | –       | –       | –       |
|                  | KWW Konfederacja Ruch Obrony Bezrobotnych RP                                                              | 26 420    | 1,75   | –     | –       | –       | –       |
|                  | Krajowy KWW Unia Samorządowa                                                                              | 23 419    | 1,55   | –     | –       | –       | –       |
|                  | KWW Antyklerykalna Polska                                                                                 | 14 895    | 0,99   | –     | –       | –       | –       |
|                  | Alternatywa Partia Pracy                                                                                  | 14 235    | 0,94   | –     | –       | –       | –       |
|                  | KWW Razem Polsce                                                                                          | 13 699    | 0,91   | –     | –       | –       | –       |
|                  | Krajowa Partia Emerytów i Rencistów                                                                       | 10 373    | 0,69   | –     | –       | –       | –       |
|                  | KWW Inicjatywa Społeczna Wspólnota Samorządowa                                                            | 7914      | 0,52   | –     | –       | –       | –       |
|                  | Stowarzyszenie Instruktorów Nauki Jazdy i Właścicieli Ośrodków Szkolenia Kierowców im. Mariana Bublewicza | 4073      | 0,27   | –     | –       | –       | –       |
|                  | Polska Unia Gospodarcza                                                                                   | 3890      | 0,26   | –     | –       | –       | –       |
|                  | Konfederacja Polski Niepodległej                                                                          | 3388      | 0,22   | –     | –       | –       | –       |
|                  | KWW Komitet Rozwoju Sierpca i Powiatu                                                                     | 2675      | 0,18   | –     | –       | –       | –       |
|                  | KWW Samorządowa „Rzeczpospolita Babska”                                                                   | 2496      | 0,17   | –     | –       | –       | –       |
|                  | |           |        |       |         |         |         |
| Ogółem           | Ogółem | 1 509 862 | 100,00 | –     | 51      | 29      | 100,00  |
| Głosy nieważne   | Głosy nieważne                                                                                            | 309 250   | 17,00  | 5,32  |         |         |         |
| Frekwencja       | Frekwencja                                                                                                | 1 819 112 | 46,14  | 1,84  |         |         |         |

Podział mandatów i rozkład procentowy poparcia w wyniku wyborów z uwzględnieniem podziału na późniejszą koalicję rządzącą w kolejności: ugrupowania zarządu, opozycja sejmikowa i pozasejmikowa (komitety, które nie przekroczyły 1% poparcia w skali województwa, potraktowano zbiorczo) [Marszałek województwa Adam Struzik, koalicja PiS-LPR-PSL]:
|     |     |     |        |            |    |
| ↓   |     |     |        |            |    |
| 10  | 7   | 7   | 14     | 8          | 5  |
| PiS | LPR | PSL | SLD–UP | Samoobrona | PO |

|     |     |     |        |            |    |     |  |  |  |
|     |     |     |        |            |    |     |  |  |  |
| PiS | LPR | PSL | SLD–UP | Samoobrona | PO | UPR |  |  |  |

| Radni II kadencji | | | |                                                                                                | |                                                                                                |                                                                                                |                                                                                                |                                                                                                |                                                                                                |                                                                                                |                                                                                                |
| Nr                | Radni wybrani z list poszczególnych komitetów wyborczych (w nawiasach liczba zdobytych głosów)                    | Radni wybrani z list poszczególnych komitetów wyborczych (w nawiasach liczba zdobytych głosów)      | Radni wybrani z list poszczególnych komitetów wyborczych (w nawiasach liczba zdobytych głosów)             | Radni wybrani z list poszczególnych komitetów wyborczych (w nawiasach liczba zdobytych głosów) | Radni wybrani z list poszczególnych komitetów wyborczych (w nawiasach liczba zdobytych głosów)     | Radni wybrani z list poszczególnych komitetów wyborczych (w nawiasach liczba zdobytych głosów) | Radni wybrani z list poszczególnych komitetów wyborczych (w nawiasach liczba zdobytych głosów) | Radni wybrani z list poszczególnych komitetów wyborczych (w nawiasach liczba zdobytych głosów) | Radni wybrani z list poszczególnych komitetów wyborczych (w nawiasach liczba zdobytych głosów) | Radni wybrani z list poszczególnych komitetów wyborczych (w nawiasach liczba zdobytych głosów) | Radni wybrani z list poszczególnych komitetów wyborczych (w nawiasach liczba zdobytych głosów) | Radni wybrani z list poszczególnych komitetów wyborczych (w nawiasach liczba zdobytych głosów) |
| 1                 | | Prawo i Sprawiedliwość Leon Gelberg (16 190) Jolanta Marcinkowska-Koranowicz (7359)                 | | KKW Sojusz Lewicy Demokratycznej – Unia Pracy Jolanta Tuchowska (5172) wakat                   | | Platforma Obywatelska RP Tomasz Sieradz (10 003)                                               |                                                                                                |                                                                                                |                                                                                                |                                                                                                |                                                                                                |                                                                                                |
| 2                 | Prawo i Sprawiedliwość Olga Johann (22 861) Marek Rzewuski (11 706)                                               | KKW Sojusz Lewicy Demokratycznej – Unia Pracy Marian Woronin (16 532) Bogdan Michalski (11 151)     | Platforma Obywatelska RP Maciej Białecki (8342)                                                            |                                                                                                | Liga Polskich Rodzin Jędrzej Dmowski (9349)                                                        |                                                                                                |                                                                                                |                                                                                                |                                                                                                |                                                                                                |                                                                                                |                                                                                                |
| 3                 | Prawo i Sprawiedliwość Iwona Kulesza (9702) Wanda Krajewska-Hofman (8404)                                         | KKW Sojusz Lewicy Demokratycznej – Unia Pracy Ireneusz Tondera (14 921)                             | | Liga Polskich Rodzin Mariusz Affek (4988)                                                      | | Platforma Obywatelska RP Sławomir Potapowicz (7129)                                            |                                                                                                |                                                                                                |                                                                                                |                                                                                                |                                                                                                |                                                                                                |
| 4                 | | Polskie Stronnictwo Ludowe Adam Struzik (22 495) Witold Chrzanowski (3947) Wiesława Krawczyk (3115) | KKW Sojusz Lewicy Demokratycznej – Unia Pracy Jerzy Król (8632) Paweł Obermeyer (7775) Ryszard Głoś (6921) |                                                                                                | Samoobrona Rzeczpospolitej Polskiej Wiesława Filipek (11 883) Aleksandra Obrębska (6665)           |                                                                                                | Liga Polskich Rodzin Paweł Połanecki (9374)                                                    |                                                                                                |                                                                                                |                                                                                                |                                                                                                |                                                                                                |
| 5                 | | Samoobrona Rzeczpospolitej Polskiej Adam Kapusta (12 510) Marian Lasota (5964)                      | KKW Sojusz Lewicy Demokratycznej – Unia Pracy Henryk Maziarek (9436) Waldemar Stępień (8201)               |                                                                                                | Polskie Stronnictwo Ludowe Bogumił Ferensztajn (4763)                                              | Liga Polskich Rodzin Agnieszka Górska (4395)                                                   |                                                                                                | Prawo i Sprawiedliwość Jacenty Dejniak (3624)                                                  |                                                                                                | Platforma Obywatelska RP Andrzej Wiśniewski (3362)                                             |                                                                                                |                                                                                                |
| 6                 | Samoobrona Rzeczpospolitej Polskiej Waldemar Chmielak (19 995) Andrzej Chmielewski (5780) Stanisław Górski (4699) | | Polskie Stronnictwo Ludowe Elżbieta Lanc (9628) Jerzy Dobek (6539)                                         |                                                                                                | KKW Sojusz Lewicy Demokratycznej – Unia Pracy Jan Hawrylewicz (8441) Ryszard Wolff (5587)          | Liga Polskich Rodzin Jerzy Celiński-Mysław (3622)                                              | Prawo i Sprawiedliwość Zbigniew Rzewuski (3292)                                                |                                                                                                |                                                                                                |                                                                                                |                                                                                                |                                                                                                |
| 7                 | | Prawo i Sprawiedliwość Romuald Gronkiewicz (12 521) Anna Sikora (7068)                              | | Liga Polskich Rodzin Mariusz Zalewski (4571) Edyta Łuczak (3842)                               | KKW Sojusz Lewicy Demokratycznej – Unia Pracy Marek Papuga (12 573) Mirosław Hermaszewski (10 463) |                                                                                                | Samoobrona Rzeczpospolitej Polskiej Agata Święcka (5314)                                       |                                                                                                | Platforma Obywatelska RP Piotr Fogler (6622)                                                   |                                                                                                | Polskie Stronnictwo Ludowe Erwina Ryś-Ferens (4676)                                            |                                                                                                |
|                   | | | |                                                                                                | |                                                                                                |                                                                                                |                                                                                                |                                                                                                |                                                                                                |                                                                                                |                                                                                                |

## Wyniki wyborów do Sejmiku Województwa Opolskiego II kadencji
| Komitet wyborczy | Komitet wyborczy                                     | Głosy   | Głosy  | Głosy | Mandaty | Mandaty | Mandaty |
| Komitet wyborczy | Komitet wyborczy                                     | Liczba  | %      | +/−   | Liczba  | +/−     | %       |
| ---------------- | ---------------------------------------------------- | ------- | ------ | ----- | ------- | ------- | ------- |
|                  | KKW Sojusz Lewicy Demokratycznej – Unia Pracy        | 71 638  | 24,51  | 0,08  | 11      | 3       | 36,67   |
|                  | KWW Mniejszość Niemiecka                             | 54 385  | 18,61  | 2,54  | 7       | 6       | 23,33   |
|                  | Liga Polskich Rodzin                                 | 34 016  | 11,64  | –     | 3       | –       | 10,00   |
|                  | Samoobrona Rzeczpospolitej Polskiej                  | 33 000  | 11,29  | –     | 3       | –       | 10,00   |
|                  | KKW Platforma Obywatelska – Prawo i Sprawiedliwość   | 32 154  | 11,00  | –     | 3       | –       | 10,00   |
|                  | Polskie Stronnictwo Ludowe                           | 30 749  | 10,52  | 1,46  | 3       | [ d ]   | 10,00   |
|                  |                                                      |         |        |       |         |         |         |
|                  | KWW Konfederacja Ruch Obrony Bezrobotnych RP         | 7633    | 2,61   | –     | –       | –       | –       |
|                  | KWW Razem Polsce                                     | 7167    | 2,45   | –     | –       | –       | –       |
|                  | Konserwatywno-Liberalna Partia Unia Polityki Realnej | 6898    | 2,36   | –     | –       | –       | –       |
|                  | Stowarzyszenie Pomocy Dzieciom Gminy Gogolin         | 4456    | 1,52   | –     | –       | –       | –       |
|                  | Alternatywa Partia Pracy                             | 4113    | 1,41   | –     | –       | –       | –       |
|                  | Ruch Autonomii Śląska                                | 3514    | 1,20   | –     | –       | –       | –       |
|                  | Krajowy KWW Unia Samorządowa                         | 1651    | 0,56   | –     | –       | –       | –       |
|                  | „KWW Unia Obywatelska”                               | 921     | 0,32   | –     | –       | –       | –       |
|                  |                                                      |         |        |       |         |         |         |
| Ogółem           | Ogółem                                               | 292 295 | 100,00 | –     | 30      | 15      | 100,00  |
| Głosy nieważne   | Głosy nieważne                                       | 40 976  | 12,30  | 4,12  |         |         |         |
| Frekwencja       | Frekwencja                                           | 333 271 | 40,61  | 2,97  |         |         |         |

Podział mandatów i rozkład procentowy poparcia w wyniku wyborów z uwzględnieniem podziału na późniejszą koalicję rządzącą w kolejności: ugrupowania zarządu, opozycja sejmikowa i pozasejmikowa (komitety, które nie przekroczyły 1% poparcia w skali województwa, potraktowano zbiorczo) [Marszałek województwa Ewa Olszewska, koalicja SLD-UP-MN]:
|        |    |     |            |       |     |
| ↓      |    |     |            |       |     |
| 11     | 7  | 3   | 3          | 3     | 3   |
| SLD–UP | MN | LPR | Samoobrona | POPiS | PSL |

|        |    |     |            |       |     |  |  |  |  |  |  |  |  |
|        |    |     |            |       |     |  |  |  |  |  |  |  |  |
| SLD–UP | MN | LPR | Samoobrona | POPiS | PSL |  |  |  |  |  |  |  |  |

| Radni II kadencji |                                                                                                | |                                                                                                | |                                                                                                | |                                                                                                |                                                                                                |                                                                                                |                                                                                                |
| Nr                | Radni wybrani z list poszczególnych komitetów wyborczych (w nawiasach liczba zdobytych głosów) | Radni wybrani z list poszczególnych komitetów wyborczych (w nawiasach liczba zdobytych głosów)                     | Radni wybrani z list poszczególnych komitetów wyborczych (w nawiasach liczba zdobytych głosów) | Radni wybrani z list poszczególnych komitetów wyborczych (w nawiasach liczba zdobytych głosów)                    | Radni wybrani z list poszczególnych komitetów wyborczych (w nawiasach liczba zdobytych głosów) | Radni wybrani z list poszczególnych komitetów wyborczych (w nawiasach liczba zdobytych głosów)        | Radni wybrani z list poszczególnych komitetów wyborczych (w nawiasach liczba zdobytych głosów) | Radni wybrani z list poszczególnych komitetów wyborczych (w nawiasach liczba zdobytych głosów) | Radni wybrani z list poszczególnych komitetów wyborczych (w nawiasach liczba zdobytych głosów) | Radni wybrani z list poszczególnych komitetów wyborczych (w nawiasach liczba zdobytych głosów) |
| 1                 |                                                                                                | KKW Sojusz Lewicy Demokratycznej – Unia Pracy Norbert Lysek (2894) Magdalena Kasprzyk (1071) Dariusz Siedlak (589) |                                                                                                | KWW Mniejszość Niemiecka Hubert Niepala (1521) Norbert Rasch (1054)                                               |                                                                                                | KKW Platforma Obywatelska – Prawo i Sprawiedliwość Stanisław Rewieński (1178) Helena Karczyńska (847) |                                                                                                |                                                                                                |                                                                                                |                                                                                                |
| 2                 | KKW Sojusz Lewicy Demokratycznej – Unia Pracy Grzegorz Kubat (2357)                            | KWW Mniejszość Niemiecka Bernard Gaida (3283)                                                                      |                                                                                                | Polskie Stronnictwo Ludowe Zbigniew Figas (2213)                                                                  |                                                                                                | Samoobrona Rzeczpospolitej Polskiej Henryk Tylak (1703)                                               |                                                                                                | Liga Polskich Rodzin Paweł Cieplik (4432)                                                      |                                                                                                |                                                                                                |
| 3                 |                                                                                                | KWW Mniejszość Niemiecka Bruno Kosak (3321) Krystian Adamik (2108) Hubert Grabowski (1422)                         |                                                                                                | KKW Sojusz Lewicy Demokratycznej – Unia Pracy Andrzej Mazur (4957) Ewa Rurynkiewicz (2120) Teresa Koczubik (1652) |                                                                                                | |                                                                                                |                                                                                                |                                                                                                |                                                                                                |
| 4                 | KWW Mniejszość Niemiecka Ryszard Donitza (4909)                                                | KKW Sojusz Lewicy Demokratycznej – Unia Pracy Edward Cybulka (2399)                                                |                                                                                                | Samoobrona Rzeczpospolitej Polskiej Stefan Besz (2193)                                                            |                                                                                                | Polskie Stronnictwo Ludowe Kazimierz Pyziak (2541)                                                    |                                                                                                | Liga Polskich Rodzin Jan Zapała (2981)                                                         |                                                                                                |                                                                                                |
| 5                 |                                                                                                | KKW Sojusz Lewicy Demokratycznej – Unia Pracy Józef Śliwa (3427) Barbara Dębska (2467) Artur Pawlak (2341)         |                                                                                                | Polskie Stronnictwo Ludowe Antoni Konopka (2864)                                                                  |                                                                                                | Liga Polskich Rodzin Jolanta Malinowska (6654)                                                        |                                                                                                | Samoobrona Rzeczpospolitej Polskiej Marek Workiewicz (3972)                                    |                                                                                                | KKW Platforma Obywatelska – Prawo i Sprawiedliwość Bogusław Wierdak (4269)                     |
|                   |                                                                                                | |                                                                                                | |                                                                                                | |                                                                                                |                                                                                                |                                                                                                |                                                                                                |

## Wyniki wyborów do Sejmiku Województwa Podkarpackiego II kadencji
| Komitet wyborczy | Komitet wyborczy                                         | Głosy   | Głosy  | Głosy | Mandaty | Mandaty | Mandaty |
| Komitet wyborczy | Komitet wyborczy                                         | Liczba  | %      | +/−   | Liczba  | +/−     | %       |
| ---------------- | -------------------------------------------------------- | ------- | ------ | ----- | ------- | ------- | ------- |
|                  | Liga Polskich Rodzin                                     | 158 353 | 22,86  | –     | 9       | –       | 27,27   |
|                  | KWW „Podkarpacie Razem”                                  | 106 504 | 15,37  | –     | 7       | –       | 21,21   |
|                  | KKW Sojusz Lewicy Demokratycznej – Unia Pracy            | 127 443 | 18,39  | 0,69  | 6       | 4       | 18,18   |
|                  | Polskie Stronnictwo Ludowe                               | 97 945  | 14,14  | 1,51  | 6       | 2       | 18,18   |
|                  | Samoobrona Rzeczpospolitej Polskiej                      | 113 095 | 16,32  | –     | 5       | –       | 15,15   |
|                  |                                                          |         |        |       |         |         |         |
|                  | KWW Konfederacja Ruch Obrony Bezrobotnych RP             | 20 745  | 2,99   | –     | –       | –       | –       |
|                  | KWW Prawda i Dobro Wspólne                               | 19 802  | 2,86   | –     | –       | –       | –       |
|                  | Konserwatywno-Liberalna Partia Unia Polityki Realnej     | 15 858  | 2,29   | –     | –       | –       | –       |
|                  | Krajowa Partia Emerytów i Rencistów                      | 11 365  | 1,64   | –     | –       | –       | –       |
|                  | Alternatywa Partia Pracy                                 | 6185    | 0,89   | –     | –       | –       | –       |
|                  | Konfederacja Polski Niepodległej                         | 4983    | 0,72   | –     | –       | –       | –       |
|                  | Krajowy KWW Unia Samorządowa                             | 3701    | 0,53   | –     | –       | –       | –       |
|                  | KWW Razem Polsce                                         | 2269    | 0,33   | –     | –       | –       | –       |
|                  | Polska Unia Gospodarcza                                  | 2033    | 0,29   | –     | –       | –       | –       |
|                  | Fundacja Promocji Twórców Kultury i Sztuki im. A. Zauchy | 1393    | 0,20   | –     | –       | –       | –       |
|                  | KWW Antyklerykalna Polska                                | 1174    | 0,17   | –     | –       | –       | –       |
|                  |                                                          |         |        |       |         |         |         |
| Ogółem           | Ogółem                                                   | 692 848 | 100,00 | –     | 33      | 17      | 100,00  |
| Głosy nieważne   | Głosy nieważne                                           | 98 929  | 12,49  | 3,81  |         |         |         |
| Frekwencja       | Frekwencja                                               | 791 777 | 49,85  | 0,14  |         |         |         |

Podział mandatów i rozkład procentowy poparcia w wyniku wyborów z uwzględnieniem podziału na późniejszą koalicję rządzącą w kolejności: ugrupowanie zarządu, opozycja sejmikowa i pozasejmikowa (komitety, które nie przekroczyły 1% poparcia w skali województwa, potraktowano zbiorczo) [Marszałek województwa Leszek Deptuła, koalicja SLD-PSL-UP-SRP]:
|        |     |            |     |    |
| ↓      |     |            |     |    |
| 6      | 6   | 5          | 9   | 7  |
| SLD–UP | PSL | Samoobrona | LPR | PR |

|        |     |            |     |    |  |  |  |  |  |  |
|        |     |            |     |    |  |  |  |  |  |  |
| SLD–UP | PSL | Samoobrona | LPR | PR |  |  |  |  |  |  |

| Radni II kadencji |                                                                                                |                                                                                                |                                                                                                |                                                                                                |                                                                                                |                                                                                                |                                                                                                |                                                                                                |                                                                                                |                                                                                                |
| Nr                | Radni wybrani z list poszczególnych komitetów wyborczych (w nawiasach liczba zdobytych głosów) | Radni wybrani z list poszczególnych komitetów wyborczych (w nawiasach liczba zdobytych głosów) | Radni wybrani z list poszczególnych komitetów wyborczych (w nawiasach liczba zdobytych głosów) | Radni wybrani z list poszczególnych komitetów wyborczych (w nawiasach liczba zdobytych głosów) | Radni wybrani z list poszczególnych komitetów wyborczych (w nawiasach liczba zdobytych głosów) | Radni wybrani z list poszczególnych komitetów wyborczych (w nawiasach liczba zdobytych głosów) | Radni wybrani z list poszczególnych komitetów wyborczych (w nawiasach liczba zdobytych głosów) | Radni wybrani z list poszczególnych komitetów wyborczych (w nawiasach liczba zdobytych głosów) | Radni wybrani z list poszczególnych komitetów wyborczych (w nawiasach liczba zdobytych głosów) | Radni wybrani z list poszczególnych komitetów wyborczych (w nawiasach liczba zdobytych głosów) |
| 1                 |                                                                                                | Liga Polskich Rodzin Józef Frączek (15 534) Wanda Rakszawska-Stopyra (9110)                    |                                                                                                | KWW „Podkarpacie Razem” Barbara Kuźniar-Jabłczyńska (4354) Zbigniew Sieczkoś (4001)            |                                                                                                | KKW Sojusz Lewicy Demokratycznej – Unia Pracy Jerzy Rybka (2735)                               |                                                                                                | Samoobrona Rzeczpospolitej Polskiej Janusz Chara (5347)                                        |                                                                                                | Polskie Stronnictwo Ludowe Jan Burek (4411)                                                    |
| 2                 | Liga Polskich Rodzin Stanisław Wąsik (7957) Zdzisław Pupa (7236)                               |                                                                                                | KKW Sojusz Lewicy Demokratycznej – Unia Pracy Jan Bury (3996)                                  |                                                                                                | Samoobrona Rzeczpospolitej Polskiej Adrian Zbyrowski (6852)                                    |                                                                                                | Polskie Stronnictwo Ludowe Jan Pieniądz (5379)                                                 |                                                                                                | KWW „Podkarpacie Razem” Przemysław Wojtys (3965)                                               |                                                                                                |
| 3                 |                                                                                                | KWW „Podkarpacie Razem” Roman Ryznar (2098) Jacek Koralewski (1503)                            | KKW Sojusz Lewicy Demokratycznej – Unia Pracy Stefan Struzik (5376)                            |                                                                                                | Liga Polskich Rodzin Bogusław Tofilski (5733)                                                  |                                                                                                | Samoobrona Rzeczpospolitej Polskiej Henryk Nowak (3556)                                        |                                                                                                | Polskie Stronnictwo Ludowe Stanisław Kościelny (2354)                                          |                                                                                                |
| 4                 |                                                                                                | Polskie Stronnictwo Ludowe Maciej Lewicki (4929) Mirosław Karapyta (4015)                      |                                                                                                | Samoobrona Rzeczpospolitej Polskiej Tadeusz Sosnowski (11 458)                                 |                                                                                                | KKW Sojusz Lewicy Demokratycznej – Unia Pracy Lucjan Kuźniar (6568)                            |                                                                                                | KWW „Podkarpacie Razem” Krzysztof Kłak (5926)                                                  |                                                                                                | Liga Polskich Rodzin Jarosław Śliwiński (9580)                                                 |
| 5                 |                                                                                                | Liga Polskich Rodzin Jan Krzanowski (4409) Elżbieta Bienia (1472) Teresa Rysz (1269)           |                                                                                                | KKW Sojusz Lewicy Demokratycznej – Unia Pracy Adam Kozak (6839) Stanisław Jucha (3956)         |                                                                                                | Samoobrona Rzeczpospolitej Polskiej Tadeusz Błaszczyszyn (8311)                                |                                                                                                | Polskie Stronnictwo Ludowe Józef Szajna (4992)                                                 |                                                                                                | KWW „Podkarpacie Razem” Piotr Babinetz (2121)                                                  |
|                   |                                                                                                |                                                                                                |                                                                                                |                                                                                                |                                                                                                |                                                                                                |                                                                                                |                                                                                                |                                                                                                |                                                                                                |

## Wyniki wyborów do Sejmiku Województwa Podlaskiego II kadencji
| Komitet wyborczy | Komitet wyborczy                                     | Głosy   | Głosy  | Głosy | Mandaty | Mandaty | Mandaty |
| Komitet wyborczy | Komitet wyborczy                                     | Liczba  | %      | +/−   | Liczba  | +/−     | %       |
| ---------------- | ---------------------------------------------------- | ------- | ------ | ----- | ------- | ------- | ------- |
|                  | KKW Sojusz Lewicy Demokratycznej – Unia Pracy        | 75 981  | 20,09  | 8,14  | 9       | 4       | 30,00   |
|                  | Liga Polskich Rodzin                                 | 69 095  | 18,26  | –     | 7       | –       | 23,33   |
|                  | KKW Platforma Obywatelska – Prawo i Sprawiedliwość   | 61 027  | 16,13  | –     | 6       | –       | 20,00   |
|                  | Samoobrona Rzeczpospolitej Polskiej                  | 60 790  | 16,06  | –     | 5       | –       | 16,67   |
|                  | Polskie Stronnictwo Ludowe                           | 46 610  | 12,32  | 0,71  | 3       | 2       | 10,00   |
|                  |                                                      |         |        |       |         |         |         |
|                  | KWW „Nasze Podlasie”                                 | 17 157  | 4,53   | –     | –       | –       | –       |
|                  | KWW – Białoruski Komitet Wyborczy                    | 15 544  | 4,11   | –     | –       | –       | –       |
|                  | KWW – .... Obrona Podlaska                           | 6985    | 1,85   | –     | –       | –       | –       |
|                  | KWW Konfederacja Ruch Obrony Bezrobotnych RP         | 4886    | 1,29   | –     | –       | –       | –       |
|                  | KWW Wspólna Inicjatywa – Polska Podlasie             | 3867    | 1,02   | –     | –       | –       | –       |
|                  | Alternatywa Partia Pracy                             | 3688    | 0,97   | –     | –       | –       | –       |
|                  | KWW Antyklerykalna Polska                            | 2898    | 0,77   | –     | –       | –       | –       |
|                  | Krajowa Partia Emerytów i Rencistów                  | 2813    | 0,74   | –     | –       | –       | –       |
|                  | Krajowy KWW Unia Samorządowa                         | 2197    | 0,58   | –     | –       | –       | –       |
|                  | Konserwatywno-Liberalna Partia Unia Polityki Realnej | 1845    | 0,49   | –     | –       | –       | –       |
|                  | KWW „Niezależni w wyborach 2002”                     | 1412    | 0,37   | –     | –       | –       | –       |
|                  | Konfederacja Polski Niepodległej                     | 841     | 0,22   | –     | –       | –       | –       |
|                  | KWW Prawda – Lista Ireny Puciłowskiej                | 781     | 0,21   | –     | –       | –       | –       |
|                  |                                                      |         |        |       |         |         |         |
| Ogółem           | Ogółem                                               | 378 417 | 100,00 | –     | 30      | 15      | 100,00  |
| Głosy nieważne   | Głosy nieważne                                       | 47 528  | 11,16  | 3,42  |         |         |         |
| Frekwencja       | Frekwencja                                           | 425 945 | 45,99  | 1,61  |         |         |         |

Podział mandatów i rozkład procentowy poparcia w wyniku wyborów z uwzględnieniem podziału na późniejszą koalicję rządzącą w kolejności: ugrupowanie zarządu, opozycja sejmikowa i pozasejmikowa (komitety, które nie przekroczyły 1% poparcia w skali województwa, potraktowano zbiorczo) [Marszałek województwa Janusz Krzyżewski, koalicja SLD-UP-SRP-PSL]:
|        |            |     |     |       |
| ↓      |            |     |     |       |
| 9      | 5          | 3   | 7   | 6     |
| SLD–UP | Samoobrona | PSL | LPR | POPiS |

|        |            |     |     |       |    |     |  |  |  |  |  |
|        |            |     |     |       |    |     |  |  |  |  |  |
| SLD–UP | Samoobrona | PSL | LPR | POPiS | NP | BKW |  |  |  |  |  |

| Radni II kadencji |                                                                                                | |                                                                                                |                                                                                                |                                                                                                | |                                                                                                |                                                                                                |                                                                                                |                                                                                                |
| Nr                | Radni wybrani z list poszczególnych komitetów wyborczych (w nawiasach liczba zdobytych głosów) | Radni wybrani z list poszczególnych komitetów wyborczych (w nawiasach liczba zdobytych głosów)                       | Radni wybrani z list poszczególnych komitetów wyborczych (w nawiasach liczba zdobytych głosów) | Radni wybrani z list poszczególnych komitetów wyborczych (w nawiasach liczba zdobytych głosów) | Radni wybrani z list poszczególnych komitetów wyborczych (w nawiasach liczba zdobytych głosów) | Radni wybrani z list poszczególnych komitetów wyborczych (w nawiasach liczba zdobytych głosów)        | Radni wybrani z list poszczególnych komitetów wyborczych (w nawiasach liczba zdobytych głosów) | Radni wybrani z list poszczególnych komitetów wyborczych (w nawiasach liczba zdobytych głosów) | Radni wybrani z list poszczególnych komitetów wyborczych (w nawiasach liczba zdobytych głosów) | Radni wybrani z list poszczególnych komitetów wyborczych (w nawiasach liczba zdobytych głosów) |
| 1                 |                                                                                                | KKW Sojusz Lewicy Demokratycznej – Unia Pracy Zbigniew Krzywicki (5365) Zbigniew Puchalski (5992) Jan Zieniuk (1922) |                                                                                                | Liga Polskich Rodzin Zbigniew Puksza (4514) Mirosław Heleniak (2504)                           |                                                                                                | KKW Platforma Obywatelska – Prawo i Sprawiedliwość Elżbieta Kaufman-Suszko (3418) Lech Dzienis (1855) |                                                                                                |                                                                                                |                                                                                                |                                                                                                |
| 2                 | KKW Sojusz Lewicy Demokratycznej – Unia Pracy Janusz Krzyżewski (2887) Mirosław Łoboda (2696)  | | Samoobrona Rzeczpospolitej Polskiej Jan Kamiński (3202)                                        | KKW Platforma Obywatelska – Prawo i Sprawiedliwość Cezary Cieślukowski (4819)                  |                                                                                                | Liga Polskich Rodzin Zenon Dziedzic (2448)                                                            |                                                                                                |                                                                                                |                                                                                                |                                                                                                |
| 3                 |                                                                                                | Liga Polskich Rodzin Krzysztof Kozicki (3751)                                                                        |                                                                                                | Polskie Stronnictwo Ludowe Mieczysław Bagiński (5545)                                          | KKW Platforma Obywatelska – Prawo i Sprawiedliwość Sławomir Zgrzywa (4766)                     | | Samoobrona Rzeczpospolitej Polskiej Antoni Cichocki (3881)                                     |                                                                                                | KKW Sojusz Lewicy Demokratycznej – Unia Pracy Jan Kowalski (1939)                              |                                                                                                |
| 4                 |                                                                                                | KKW Sojusz Lewicy Demokratycznej – Unia Pracy Jan Netter (4618)                                                      |                                                                                                | Liga Polskich Rodzin Piotr Zaręba (5375)                                                       |                                                                                                | Samoobrona Rzeczpospolitej Polskiej Karol Tylenda (4168)                                              |                                                                                                | Polskie Stronnictwo Ludowe Krzysztof Tołwiński (3902)                                          |                                                                                                | KKW Platforma Obywatelska – Prawo i Sprawiedliwość Marian Łuczaj (3022)                        |
| 5                 | KKW Sojusz Lewicy Demokratycznej – Unia Pracy Jan Syczewski (6798) Jan Kotuk (1089)            | | Samoobrona Rzeczpospolitej Polskiej Dorota Hołowienko (4525) Andrzej Kulesza (2363)            |                                                                                                | Liga Polskich Rodzin Marek Wasilewski (7174) Grzegorz Kunowski (2057)                          | Polskie Stronnictwo Ludowe Adam Dobroński (3929)                                                      | KKW Platforma Obywatelska – Prawo i Sprawiedliwość Jacek Sak (1944)                            |                                                                                                |                                                                                                |                                                                                                |
|                   |                                                                                                | |                                                                                                |                                                                                                |                                                                                                | |                                                                                                |                                                                                                |                                                                                                |                                                                                                |

## Wyniki wyborów do Sejmiku Województwa Pomorskiego II kadencji
| Komitet wyborczy | Komitet wyborczy                                     | Głosy   | Głosy  | Głosy | Mandaty | Mandaty | Mandaty |
| Komitet wyborczy | Komitet wyborczy                                     | Liczba  | %      | +/−   | Liczba  | +/−     | %       |
| ---------------- | ---------------------------------------------------- | ------- | ------ | ----- | ------- | ------- | ------- |
|                  | KKW Platforma Obywatelska – Prawo i Sprawiedliwość   | 200 889 | 30,69  | –     | 14      | –       | 42,42   |
|                  | KKW Sojusz Lewicy Demokratycznej – Unia Pracy        | 141 496 | 21,62  | 4,92  | 9       | 7       | 27,27   |
|                  | Samoobrona Rzeczpospolitej Polskiej                  | 92 041  | 14,06  | –     | 6       | –       | 18,18   |
|                  | Liga Polskich Rodzin                                 | 67 821  | 10,36  | –     | 3       | –       | 11,11   |
|                  | Polskie Stronnictwo Ludowe                           | 41 018  | 6,27   | 0,77  | 1       | 1       | 3,03    |
|                  |                                                      |         |        |       |         |         |         |
|                  | KWW Konfederacja Ruch Obrony Bezrobotnych RP         | 25 467  | 3,89   | –     | –       | –       | –       |
|                  | Krajowy KWW Unia Samorządowa                         | 24 987  | 3,82   | –     | –       | –       | –       |
|                  | Konserwatywno-Liberalna Partia Unia Polityki Realnej | 17 358  | 2,65   | –     | –       | –       | –       |
|                  | Krajowa Partia Emerytów i Rencistów                  | 15 334  | 2,34   | –     | –       | –       | –       |
|                  | KWW Antyklerykalna Polska                            | 10 182  | 1,56   | –     | –       | –       | –       |
|                  | Alternatywa Partia Pracy                             | 8213    | 1,25   | –     | –       | –       | –       |
|                  | KWW Razem Polsce                                     | 7368    | 1,13   | –     | –       | –       | –       |
|                  | KWW Powiatu Tczewskiego – Alternatywa 2002           | 2433    | 0,37   | –     | –       | –       | –       |
|                  |                                                      |         |        |       |         |         |         |
| Ogółem           | Ogółem                                               | 654 607 | 100,00 | –     | 33      | 17      | 100,00  |
| Głosy nieważne   | Głosy nieważne                                       | 79 718  | 10,86  | 2,86  |         |         |         |
| Frekwencja       | Frekwencja                                           | 734 325 | 44,42  | 2,97  |         |         |         |

Podział mandatów i rozkład procentowy poparcia w wyniku wyborów z uwzględnieniem podziału na późniejszą koalicję rządzącą w kolejności: ugrupowania zarządu, opozycja sejmikowa i pozasejmikowa [Marszałek województwa Jan Kozłowski, koalicja POPiS-LPR]:
|       |     |        |            |     |
| ↓     |     |        |            |     |
| 14    | 3   | 9      | 6          | 1   |
| POPiS | LPR | SLD–UP | Samoobrona | PSL |

|       |     |        |            |     |  |    |  |  |  |  |  |  |  |
|       |     |        |            |     |  |    |  |  |  |  |  |  |  |
| POPiS | LPR | SLD–UP | Samoobrona | PSL |  | US |  |  |  |  |  |  |  |

| Radni II kadencji | | |                                                                                                | |                                                                                                |                                                                                                |                                                                                                |                                                                                                |                                                                                                |                                                                                                |
| Nr                | Radni wybrani z list poszczególnych komitetów wyborczych (w nawiasach liczba zdobytych głosów)                                                       | Radni wybrani z list poszczególnych komitetów wyborczych (w nawiasach liczba zdobytych głosów)                                                   | Radni wybrani z list poszczególnych komitetów wyborczych (w nawiasach liczba zdobytych głosów) | Radni wybrani z list poszczególnych komitetów wyborczych (w nawiasach liczba zdobytych głosów)     | Radni wybrani z list poszczególnych komitetów wyborczych (w nawiasach liczba zdobytych głosów) | Radni wybrani z list poszczególnych komitetów wyborczych (w nawiasach liczba zdobytych głosów) | Radni wybrani z list poszczególnych komitetów wyborczych (w nawiasach liczba zdobytych głosów) | Radni wybrani z list poszczególnych komitetów wyborczych (w nawiasach liczba zdobytych głosów) | Radni wybrani z list poszczególnych komitetów wyborczych (w nawiasach liczba zdobytych głosów) | Radni wybrani z list poszczególnych komitetów wyborczych (w nawiasach liczba zdobytych głosów) |
| 1                 | | KKW Sojusz Lewicy Demokratycznej – Unia Pracy Małgorzata Kamińska-Sobczyk (9442) Paweł Kasprzyk (4026)                                           |                                                                                                | Samoobrona Rzeczpospolitej Polskiej Roman Wołoszyn (7639) Barbara Błaszkowska (4873)               |                                                                                                | KKW Platforma Obywatelska – Prawo i Sprawiedliwość Piotr Stanke (5007)                         |                                                                                                | Polskie Stronnictwo Ludowe Krzysztof Sławski (4872)                                            |                                                                                                | Liga Polskich Rodzin Lesław Grabarczyk (4414)                                                  |
| 2                 | | KKW Platforma Obywatelska – Prawo i Sprawiedliwość Mieczysław Struk (8405) Kazimierz Klawiter (8367) Paweł Piechota (7151) Marcin Pliński (4004) |                                                                                                | KKW Sojusz Lewicy Demokratycznej – Unia Pracy Marzena Dobrowolska (5568) Tomasz Maszynowski (5289) |                                                                                                | Samoobrona Rzeczpospolitej Polskiej Mieczysław Meyer (7007)                                    |                                                                                                | Liga Polskich Rodzin Jacek Głowacz (4024)                                                      |                                                                                                |                                                                                                |
| 3                 | KKW Platforma Obywatelska – Prawo i Sprawiedliwość Jan Kozłowski (13 616) Mariusz Słomiński (2608) Barbara Grabowska (2468) Jacek Bendykowski (1926) | KKW Sojusz Lewicy Demokratycznej – Unia Pracy Danuta Kledzik (3020) Jarosław Szczukowski (2940)                                                  |                                                                                                | Liga Polskich Rodzin Danuta Makowska (3713)                                                        |                                                                                                |                                                                                                |                                                                                                |                                                                                                |                                                                                                |                                                                                                |
| 4                 | KKW Platforma Obywatelska – Prawo i Sprawiedliwość Brunon Synak (14 065) Andrzej Grzyb (6109) Tadeusz Haase (4612)                                   | | Samoobrona Rzeczpospolitej Polskiej Franciszek Marszk (7228) Maria Labuda (6432)               | | KKW Sojusz Lewicy Demokratycznej – Unia Pracy Stanisław Gierszewski (5028)                     |                                                                                                |                                                                                                |                                                                                                |                                                                                                |                                                                                                |
| 5                 | | KKW Sojusz Lewicy Demokratycznej – Unia Pracy Andrzej Śnieg (7410) Michał Kubach (6515)                                                          |                                                                                                | KKW Platforma Obywatelska – Prawo i Sprawiedliwość Jan Kulas (7470) Maciej Rusek (1960)            |                                                                                                | Samoobrona Rzeczpospolitej Polskiej Tadeusz Kolor (3956)                                       |                                                                                                |                                                                                                |                                                                                                |                                                                                                |
|                   | | |                                                                                                | |                                                                                                |                                                                                                |                                                                                                |                                                                                                |                                                                                                |                                                                                                |

## Wyniki wyborów do Sejmiku Województwa Śląskiego II kadencji
| Komitet wyborczy | Komitet wyborczy                                     | Głosy     | Głosy  | Głosy | Mandaty | Mandaty | Mandaty |
| Komitet wyborczy | Komitet wyborczy                                     | Liczba    | %      | +/−   | Liczba  | +/−     | %       |
| ---------------- | ---------------------------------------------------- | --------- | ------ | ----- | ------- | ------- | ------- |
|                  | KKW Sojusz Lewicy Demokratycznej – Unia Pracy        | 323 124   | 25,78  | 7,79  | 20      | 11      | 41,67   |
|                  | KKW Platforma Obywatelska – Prawo i Sprawiedliwość   | 178 216   | 14,22  | –     | 10      | –       | 20,83   |
|                  | Liga Polskich Rodzin                                 | 142 478   | 11,37  | –     | 7       | –       | 14,58   |
|                  | Samoobrona Rzeczpospolitej Polskiej                  | 138 569   | 11,05  | –     | 6       | –       | 12,50   |
|                  | KWW Wspólnota Samorządowa Województwa Śląskiego      | 99 741    | 7,96   | –     | 4       | –       | 8,33    |
|                  | Krajowy KWW Unia Samorządowa                         | 72 942    | 5,82   | –     | 1       | –       | 2,08    |
|                  |                                                      |           |        |       |         |         |         |
|                  | Polskie Stronnictwo Ludowe                           | 53 979    | 4,31   | 1,40  | –       | 1       | –       |
|                  | Ruch Autonomii Śląska                                | 53 118    | 4,24   | 2,24  | –       |         | –       |
|                  | KWW Konfederacja Ruch Obrony Bezrobotnych RP         | 39 371    | 3,14   | –     | –       | –       | –       |
|                  | KWW Razem Polsce                                     | 26 680    | 2,13   | –     | –       | –       | –       |
|                  | Konserwatywno-Liberalna Partia Unia Polityki Realnej | 25 799    | 2,06   | –     | –       | –       | –       |
|                  | Alternatywa Partia Pracy                             | 24 910    | 1,99   | –     | –       | –       | –       |
|                  | KWW Antyklerykalna Polska                            | 23 069    | 1,84   | –     | –       | –       | –       |
|                  | KWW „Niemcy Ziemi Górnośląskiej”                     | 20 412    | 1,63   | –     | –       | –       | –       |
|                  | Krajowa Partia Emerytów i Rencistów                  | 16 140    | 1,29   | –     | –       | –       | –       |
|                  | Polska Unia Gospodarcza                              | 6483      | 0,52   | –     | –       | –       | –       |
|                  | Konfederacja Polski Niepodległej                     | 4975      | 0,40   | –     | –       | –       | –       |
|                  | Stowarzyszenie Śląska Liga Walki z Rakiem            | 2633      | 0,21   | –     | –       | –       | –       |
|                  | KWW Liga Samorządowa Ziemi Jastrzębskiej             | 841       | 0,07   | –     | –       | –       | –       |
|                  |                                                      |           |        |       |         |         |         |
| Ogółem           | Ogółem                                               | 1 253 480 | 100,00 | –     | 48      | 27      | 100,00  |
| Głosy nieważne   | Głosy nieważne                                       | 162 437   | 11,47  | 3,94  |         |         |         |
| Frekwencja       | Frekwencja                                           | 1 415 917 | 37,96  | 3,45  |         |         |         |

Podział mandatów i rozkład procentowy poparcia w wyniku wyborów z uwzględnieniem podziału na późniejszą koalicję rządzącą w kolejności: ugrupowania zarządu, opozycja sejmikowa i pozasejmikowa (komitety, które nie przekroczyły 1% poparcia w skali województwa, potraktowano zbiorczo) [Marszałek województwa Michał Czarski, koalicja SLD-UP-SRP]:
|        |            |       |     |      |   |
| ↓      |            |       |     |      |   |
| 20     | 6          | 10    | 7   | 4    | 1 |
| SLD–UP | Samoobrona | POPiS | LPR | WSWŚ |   |

|        |            |       |     |      |    |     |     |  |  |  |  |  |  |  |  |  |
|        |            |       |     |      |    |     |     |  |  |  |  |  |  |  |  |  |
| SLD–UP | Samoobrona | POPiS | LPR | WSWŚ | US | PSL | RAŚ |  |  |  |  |  |  |  |  |  |

| Radni II kadencji | | | |                                                                                                |                                                                                                |                                                                                                |                                                                                                |                                                                                                |                                                                                                |                                                                                                |
| Nr                | Radni wybrani z list poszczególnych komitetów wyborczych (w nawiasach liczba zdobytych głosów)                                                        | Radni wybrani z list poszczególnych komitetów wyborczych (w nawiasach liczba zdobytych głosów)                  | Radni wybrani z list poszczególnych komitetów wyborczych (w nawiasach liczba zdobytych głosów)      | Radni wybrani z list poszczególnych komitetów wyborczych (w nawiasach liczba zdobytych głosów) | Radni wybrani z list poszczególnych komitetów wyborczych (w nawiasach liczba zdobytych głosów) | Radni wybrani z list poszczególnych komitetów wyborczych (w nawiasach liczba zdobytych głosów) | Radni wybrani z list poszczególnych komitetów wyborczych (w nawiasach liczba zdobytych głosów) | Radni wybrani z list poszczególnych komitetów wyborczych (w nawiasach liczba zdobytych głosów) | Radni wybrani z list poszczególnych komitetów wyborczych (w nawiasach liczba zdobytych głosów) | Radni wybrani z list poszczególnych komitetów wyborczych (w nawiasach liczba zdobytych głosów) |
| 1                 | | KKW Sojusz Lewicy Demokratycznej – Unia Pracy Marek Trombski (16 568) Alfred Brudny (8277) Karol Stasica (6108) | | Liga Polskich Rodzin Rajmund Pollak (9552)                                                     |                                                                                                | KKW Platforma Obywatelska – Prawo i Sprawiedliwość Marcin Kędracki (5948)                      |                                                                                                | Samoobrona Rzeczpospolitej Polskiej Antoni Waleczek (7340)                                     |                                                                                                | KWW Wspólnota Samorządowa Województwa Śląskiego Władysław Motyka (1532)                        |
| 2                 | KKW Sojusz Lewicy Demokratycznej – Unia Pracy Zbigniew Wieczorek (10 390) Henryk Szczerba (4321)                                                      | | KKW Platforma Obywatelska – Prawo i Sprawiedliwość Mirosław Kraus (3347) Karolina Jacent (1178)     |                                                                                                | Liga Polskich Rodzin Stanisław Zapała (9831)                                                   |                                                                                                | KWW Wspólnota Samorządowa Województwa Śląskiego wakat                                          |                                                                                                | Samoobrona Rzeczpospolitej Polskiej Tadeusz Mazanek (4443)                                     |                                                                                                |
| 3                 | KKW Sojusz Lewicy Demokratycznej – Unia Pracy Marian Jarosz (12 282) Irena Pierchała (3788) Jadwiga Hyrczyk-Franczyk (2966)                           | KKW Platforma Obywatelska – Prawo i Sprawiedliwość Piotr Zienc (5469) Gabriela Lenartowicz (3231)               | Liga Polskich Rodzin Bernard Szweda (10 330)                                                        |                                                                                                | Samoobrona Rzeczpospolitej Polskiej Leszek Czerwiński (6797)                                   |                                                                                                |                                                                                                |                                                                                                |                                                                                                |                                                                                                |
| 4                 | KKW Sojusz Lewicy Demokratycznej – Unia Pracy Sergiusz Karpiński (10 935) Paweł Wieczorek (6639)                                                      | | KWW Wspólnota Samorządowa Województwa Śląskiego Ludgarda Buzek (18 000) Andrzej Kampa (1795)        |                                                                                                | KKW Platforma Obywatelska – Prawo i Sprawiedliwość Marian Maciejczyk (5971)                    | Samoobrona Rzeczpospolitej Polskiej Dariusz Staszyński (5485)                                  |                                                                                                | Liga Polskich Rodzin Jan Borzymowski (5901)                                                    |                                                                                                |                                                                                                |
| 5                 | KKW Sojusz Lewicy Demokratycznej – Unia Pracy Michał Urban (11 924) Jolanta Kopiec (4736) Andrzej Dobrzański (4076)                                   | | KKW Platforma Obywatelska – Prawo i Sprawiedliwość Grzegorz Szpyrka (9072) Wojciech Zamorski (1763) |                                                                                                | Krajowy KWW Unia Samorządowa Antoni Piechniczek (18 098)                                       |                                                                                                | Liga Polskich Rodzin Eugeniusz Mikołajczak (4351)                                              |                                                                                                |                                                                                                |                                                                                                |
| 6                 | KKW Sojusz Lewicy Demokratycznej – Unia Pracy Wiesław Maras (9310) Grzegorz Makowski (8491) Leokadia Mizerska (4281)                                  | | Samoobrona Rzeczpospolitej Polskiej Jerzy Kłudka (9982)                                             |                                                                                                | KKW Platforma Obywatelska – Prawo i Sprawiedliwość Janusz Krakowian (1390)                     | Liga Polskich Rodzin Longin Dobrakowski (5114)                                                 |                                                                                                |                                                                                                |                                                                                                |                                                                                                |
| 7                 | KKW Sojusz Lewicy Demokratycznej – Unia Pracy Michał Czarski (21 252) Marian Gajda (10 269) Tadeusz Fudała (9656) Małgorzata Ochęduszko-Ludwik (6338) | Samoobrona Rzeczpospolitej Polskiej Jan Grela (10 249)                                                          | KKW Platforma Obywatelska – Prawo i Sprawiedliwość Krzysztof Stachowicz (3587)                      | Liga Polskich Rodzin Marek Migas (2821)                                                        |                                                                                                |                                                                                                |                                                                                                |                                                                                                |                                                                                                |                                                                                                |
|                   | | | |                                                                                                |                                                                                                |                                                                                                |                                                                                                |                                                                                                |                                                                                                |                                                                                                |

## Wyniki wyborów do Sejmiku Województwa Świętokrzyskiego II kadencji
| Komitet wyborczy | Komitet wyborczy                                     | Głosy   | Głosy  | Głosy | Mandaty | Mandaty | Mandaty |
| Komitet wyborczy | Komitet wyborczy                                     | Liczba  | %      | +/−   | Liczba  | +/−     | %       |
| ---------------- | ---------------------------------------------------- | ------- | ------ | ----- | ------- | ------- | ------- |
|                  | KKW Sojusz Lewicy Demokratycznej – Unia Pracy        | 116 997 | 25,98  | 10,50 | 10      | 11      | 33,33   |
|                  | Samoobrona Rzeczpospolitej Polskiej                  | 94 620  | 21,01  | –     | 7       | –       | 23,33   |
|                  | Polskie Stronnictwo Ludowe                           | 91 525  | 20,33  | 0,75  | 7       | 4       | 23,33   |
|                  | KKW Platforma Obywatelska – Prawo i Sprawiedliwość   | 59 044  | 13,11  | –     | 3       | –       | 10,00   |
|                  | Liga Polskich Rodzin                                 | 45 052  | 10,00  | –     | 3       | –       | 10,00   |
|                  |                                                      |         |        |       |         |         |         |
|                  | Alternatywa Partia Pracy                             | 11 672  | 2,59   | –     | –       | –       | –       |
|                  | Konserwatywno-Liberalna Partia Unia Polityki Realnej | 7567    | 1,68   | –     | –       | –       | –       |
|                  | Krajowa Partia Emerytów i Rencistów                  | 7278    | 1,62   | –     | –       | –       | –       |
|                  | KWW Chłopi Razem                                     | 6565    | 1,46   | –     | –       | –       | –       |
|                  | Krajowy KWW Unia Samorządowa                         | 2877    | 0,64   | –     | –       | –       | –       |
|                  | KWW Z. Krzeszowskiego                                | 2659    | 0,59   | –     | –       | –       | –       |
|                  | KWW Razem Polsce                                     | 2406    | 0,53   | –     | –       | –       | –       |
|                  | Forum Emerytów i Rencistów                           | 1055    | 0,23   | –     | –       | –       | –       |
|                  | KWW Antyklerykalna Polska                            | 809     | 0,18   | –     | –       | –       | –       |
|                  | Konfederacja Polski Niepodległej                     | 179     | 0,04   | –     | –       | –       | –       |
|                  |                                                      |         |        |       |         |         |         |
| Ogółem           | Ogółem                                               | 450 305 | 100,00 | –     | 30      | 15      | 100,00  |
| Głosy nieważne   | Głosy nieważne                                       | 66 767  | 12,91  | 3,38  |         |         |         |
| Frekwencja       | Frekwencja                                           | 517 072 | 50,42  | 3,37  |         |         |         |

Podział mandatów i rozkład procentowy poparcia w wyniku wyborów z uwzględnieniem podziału na późniejszą koalicję rządzącą w kolejności: ugrupowania zarządu, opozycja sejmikowa i pozasejmikowa (komitety, które nie przekroczyły 1% poparcia w skali województwa, potraktowano zbiorczo) [Marszałek województwa Franciszek Wołodźko, koalicja SLD-PSL-UP]:
|        |     |            |       |     |
| ↓      |     |            |       |     |
| 10     | 7   | 7          | 3     | 3   |
| SLD–UP | PSL | Samoobrona | POPiS | LPR |

|        |     |            |       |     |  |  |  |  |  |  |
|        |     |            |       |     |  |  |  |  |  |  |
| SLD–UP | PSL | Samoobrona | POPiS | LPR |  |  |  |  |  |  |

| Radni II kadencji |                                                                                                |                                                                                                  |                                                                                                |                                                                                                 |                                                                                                | |                                                                                                |                                                                                                |                                                                                                |                                                                                                |
| Nr                | Radni wybrani z list poszczególnych komitetów wyborczych (w nawiasach liczba zdobytych głosów) | Radni wybrani z list poszczególnych komitetów wyborczych (w nawiasach liczba zdobytych głosów)   | Radni wybrani z list poszczególnych komitetów wyborczych (w nawiasach liczba zdobytych głosów) | Radni wybrani z list poszczególnych komitetów wyborczych (w nawiasach liczba zdobytych głosów)  | Radni wybrani z list poszczególnych komitetów wyborczych (w nawiasach liczba zdobytych głosów) | Radni wybrani z list poszczególnych komitetów wyborczych (w nawiasach liczba zdobytych głosów)        | Radni wybrani z list poszczególnych komitetów wyborczych (w nawiasach liczba zdobytych głosów) | Radni wybrani z list poszczególnych komitetów wyborczych (w nawiasach liczba zdobytych głosów) | Radni wybrani z list poszczególnych komitetów wyborczych (w nawiasach liczba zdobytych głosów) | Radni wybrani z list poszczególnych komitetów wyborczych (w nawiasach liczba zdobytych głosów) |
| 1                 |                                                                                                | Polskie Stronnictwo Ludowe Ryszard Nagórny (5280) Ryszard Żołyniak (2401)                        |                                                                                                | Samoobrona Rzeczpospolitej Polskiej Roman Cichoń (4031) Jarosław Gumuła (1689)                  |                                                                                                | KKW Sojusz Lewicy Demokratycznej – Unia Pracy Bronisław Powierża (4002) Włodzimierz Jakubowski (3778) |                                                                                                |                                                                                                |                                                                                                |                                                                                                |
| 2                 |                                                                                                | KKW Sojusz Lewicy Demokratycznej – Unia Pracy Eugeniusz Cichoń (6257) Sławomir Marczewski (5454) |                                                                                                | KKW Platforma Obywatelska – Prawo i Sprawiedliwość Jolanta Kręcka (3632)                        |                                                                                                | Samoobrona Rzeczpospolitej Polskiej Jarosław Potrzeszcz (5677)                                        |                                                                                                | Polskie Stronnictwo Ludowe Józef Kwiecień (5093)                                               |                                                                                                | Liga Polskich Rodzin Lucjana Nowak (3453)                                                      |
| 3                 |                                                                                                | Samoobrona Rzeczpospolitej Polskiej Józef Bąk (8930) Mirosław Wójcik (3156)                      |                                                                                                | KKW Sojusz Lewicy Demokratycznej – Unia Pracy Franciszek Wołodźko (7924) Marian Budziosz (3139) |                                                                                                | Polskie Stronnictwo Ludowe Marek Gos (6076) Stefan Pastuszka (2715)                                   |                                                                                                |                                                                                                |                                                                                                |                                                                                                |
| 4                 |                                                                                                | KKW Sojusz Lewicy Demokratycznej – Unia Pracy Tadeusz Jóźwik (2467) Stanisław Lisowski (1872)    |                                                                                                | KKW Platforma Obywatelska – Prawo i Sprawiedliwość Konrad Łęcki (2819) Wacław Berens (2815)     |                                                                                                | Liga Polskich Rodzin Andrzej Bednarski (4348)                                                         |                                                                                                |                                                                                                |                                                                                                |                                                                                                |
| 5                 |                                                                                                | Polskie Stronnictwo Ludowe Tadeusz Kowalczyk (6152) Czesław Szczerba (3367)                      |                                                                                                | Samoobrona Rzeczpospolitej Polskiej Adam Tarnowski (7416) Grzegorz Cepil (3778)                 |                                                                                                | KKW Sojusz Lewicy Demokratycznej – Unia Pracy Andrzej Nowak (3533) Janusz Dobrowolski (3288)          |                                                                                                | Liga Polskich Rodzin Sławomir Szarek (3419)                                                    |                                                                                                |                                                                                                |
|                   |                                                                                                |                                                                                                  |                                                                                                |                                                                                                 |                                                                                                | |                                                                                                |                                                                                                |                                                                                                |                                                                                                |

## Wyniki wyborów do Sejmiku Województwa Warmińsko-Mazurskiego II kadencji
| Komitet wyborczy | Komitet wyborczy                                     | Głosy   | Głosy  | Głosy | Mandaty | Mandaty | Mandaty |
| Komitet wyborczy | Komitet wyborczy                                     | Liczba  | %      | +/−   | Liczba  | +/−     | %       |
| ---------------- | ---------------------------------------------------- | ------- | ------ | ----- | ------- | ------- | ------- |
|                  | KKW Sojusz Lewicy Demokratycznej – Unia Pracy        | 138 162 | 32,05  | 1,12  | 13      | 4       | 43,33   |
|                  | Samoobrona Rzeczpospolitej Polskiej                  | 72 039  | 16,71  | –     | 5       | –       | 16,67   |
|                  | KKW Platforma Obywatelska – Prawo i Sprawiedliwość   | 58 592  | 13,59  | –     | 5       | –       | 16,67   |
|                  | Liga Polskich Rodzin                                 | 56 886  | 13,20  | –     | 4       | –       | 13,33   |
|                  | Polskie Stronnictwo Ludowe                           | 54 437  | 12,63  | 3,26  | 3       | 3       | 10,00   |
|                  |                                                      |         |        |       |         |         |         |
|                  | KWW Konfederacja Ruch Obrony Bezrobotnych RP         | 13 009  | 3,02   | –     | –       | –       | –       |
|                  | Alternatywa Partia Pracy                             | 11 316  | 2,63   | –     | –       | –       | –       |
|                  | Konserwatywno-Liberalna Partia Unia Polityki Realnej | 9266    | 2,15   | –     | –       | –       | –       |
|                  | Krajowa Partia Emerytów i Rencistów                  | 8795    | 2,04   | –     | –       | –       | –       |
|                  | Krajowy KWW Unia Samorządowa                         | 3976    | 0,92   | –     | –       | –       | –       |
|                  | KWW Razem Polsce                                     | 3140    | 0,73   | –     | –       | –       | –       |
|                  | KWW Antyklerykalna Polska                            | 1460    | 0,34   | –     | –       | –       | –       |
|                  |                                                      |         |        |       |         |         |         |
| Ogółem           | Ogółem                                               | 431 078 | 100,00 | –     | 30      | 15      | 100,00  |
| Głosy nieważne   | Głosy nieważne                                       | 71 903  | 14,30  | 1,91  |         |         |         |
| Frekwencja       | Frekwencja                                           | 502 982 | 45,78  | 0,04  |         |         |         |

Podział mandatów i rozkład procentowy poparcia w wyniku wyborów z uwzględnieniem podziału na późniejszą koalicję rządzącą w kolejności: ugrupowania zarządu, opozycja sejmikowa i pozasejmikowa (komitety, które nie przekroczyły 1% poparcia w skali województwa, potraktowano zbiorczo) [Marszałek województwa Andrzej Ryński, koalicja SLD-UP-SRP-PSL]:
|        |            |     |       |     |
| ↓      |            |     |       |     |
| 13     | 5          | 3   | 5     | 4   |
| SLD–UP | Samoobrona | PSL | POPiS | LPR |

|        |            |     |       |     |  |  |  |  |  |  |
|        |            |     |       |     |  |  |  |  |  |  |
| SLD–UP | Samoobrona | PSL | POPiS | LPR |  |  |  |  |  |  |

| Radni II kadencji | | |                                                                                                |                                                                                                |                                                                                                |                                                                                                |                                                                                                |                                                                                                |                                                                                                |                                                                                                |
| Nr                | Radni wybrani z list poszczególnych komitetów wyborczych (w nawiasach liczba zdobytych głosów)                    | Radni wybrani z list poszczególnych komitetów wyborczych (w nawiasach liczba zdobytych głosów)                    | Radni wybrani z list poszczególnych komitetów wyborczych (w nawiasach liczba zdobytych głosów) | Radni wybrani z list poszczególnych komitetów wyborczych (w nawiasach liczba zdobytych głosów) | Radni wybrani z list poszczególnych komitetów wyborczych (w nawiasach liczba zdobytych głosów) | Radni wybrani z list poszczególnych komitetów wyborczych (w nawiasach liczba zdobytych głosów) | Radni wybrani z list poszczególnych komitetów wyborczych (w nawiasach liczba zdobytych głosów) | Radni wybrani z list poszczególnych komitetów wyborczych (w nawiasach liczba zdobytych głosów) | Radni wybrani z list poszczególnych komitetów wyborczych (w nawiasach liczba zdobytych głosów) | Radni wybrani z list poszczególnych komitetów wyborczych (w nawiasach liczba zdobytych głosów) |
| 1                 | | KKW Sojusz Lewicy Demokratycznej – Unia Pracy Andrzej Ryński (15 370) Bolesław Tołłoczko (5005) Edward Łoś (1537) |                                                                                                | KKW Platforma Obywatelska – Prawo i Sprawiedliwość Jerzy Romaszko (4023)                       |                                                                                                | Liga Polskich Rodzin Lidia Dzwonkowska (1550)                                                  |                                                                                                | Samoobrona Rzeczpospolitej Polskiej Andrzej Majchrzak (4100)                                   |                                                                                                |                                                                                                |
| 2                 | KKW Sojusz Lewicy Demokratycznej – Unia Pracy Zygmunt Komar (7073) Edward Radomski (3607) Bronisław Szatan (2508) | | Samoobrona Rzeczpospolitej Polskiej Leszek Sargalski (7275)                                    |                                                                                                | KKW Platforma Obywatelska – Prawo i Sprawiedliwość Wojciech Szadziewicz (4609)                 |                                                                                                | Liga Polskich Rodzin Krzysztof Napieralski (3841)                                              |                                                                                                |                                                                                                |                                                                                                |
| 3                 | KKW Sojusz Lewicy Demokratycznej – Unia Pracy Miron Sycz (8539) Henryk Horbaczewski (5572) Jadwiga Król (2705)    | Samoobrona Rzeczpospolitej Polskiej Bogdan Aleksiejczuk (5161)                                                    | KKW Platforma Obywatelska – Prawo i Sprawiedliwość Paweł Jankowski (3893)                      |                                                                                                | Polskie Stronnictwo Ludowe Jan Bobek (5436)                                                    |                                                                                                | Liga Polskich Rodzin Witold Łada (3970)                                                        |                                                                                                |                                                                                                |                                                                                                |
| 4                 | KKW Sojusz Lewicy Demokratycznej – Unia Pracy Eugeniusz Faj (3666) Wiesław Kowalski (3299)                        | Samoobrona Rzeczpospolitej Polskiej Edward Przyłucki (4063)                                                       |                                                                                                | Polskie Stronnictwo Ludowe Edward Adamczyk (4946)                                              |                                                                                                | KKW Platforma Obywatelska – Prawo i Sprawiedliwość Mirosław Nowakowski (2249)                  |                                                                                                |                                                                                                |                                                                                                |                                                                                                |
| 5                 | KKW Sojusz Lewicy Demokratycznej – Unia Pracy Julian Osiecki (5415) Bożena Bagan (4807)                           | Samoobrona Rzeczpospolitej Polskiej Ewa Gutowska (5770)                                                           | Polskie Stronnictwo Ludowe Adam Krzyśków (4581)                                                |                                                                                                | Liga Polskich Rodzin Bogdan Nowacki (2393)                                                     |                                                                                                | KKW Platforma Obywatelska – Prawo i Sprawiedliwość Marek Chojnowski (2374)                     |                                                                                                |                                                                                                |                                                                                                |
|                   | | |                                                                                                |                                                                                                |                                                                                                |                                                                                                |                                                                                                |                                                                                                |                                                                                                |                                                                                                |

## Wyniki wyborów do Sejmiku Województwa Wielkopolskiego II kadencji
| Komitet wyborczy | Komitet wyborczy                                     | Głosy     | Głosy  | Głosy | Mandaty | Mandaty | Mandaty |
| Komitet wyborczy | Komitet wyborczy                                     | Liczba    | %      | +/−   | Liczba  | +/−     | %       |
| ---------------- | ---------------------------------------------------- | --------- | ------ | ----- | ------- | ------- | ------- |
|                  | KKW Sojusz Lewicy Demokratycznej – Unia Pracy        | 267 769   | 27,89  | 9,71  | 13      | 16      | 33,33   |
|                  | KKW Platforma Obywatelska – Prawo i Sprawiedliwość   | 162 103   | 16,88  | –     | 8       | –       | 20,51   |
|                  | Samoobrona Rzeczpospolitej Polskiej                  | 148 781   | 15,50  | –     | 7       | –       | 17,95   |
|                  | Liga Polskich Rodzin                                 | 108 735   | 11,33  | –     | 6       | –       | 15,38   |
|                  | Polskie Stronnictwo Ludowe                           | 122 577   | 12,77  | 0,64  | 5       | [ d ]   | 12,82   |
|                  |                                                      |           |        |       |         |         |         |
|                  | KWW Konfederacja Ruch Obrony Bezrobotnych RP         | 35 752    | 3,72   | –     | –       | –       | –       |
|                  | Konserwatywno-Liberalna Partia Unia Polityki Realnej | 21 172    | 2,21   | –     | –       | –       | –       |
|                  | Alternatywa Partia Pracy                             | 18 567    | 1,93   | –     | –       | –       | –       |
|                  | KWW Antyklerykalna Polska                            | 17 085    | 1,78   | –     | –       | –       | –       |
|                  | Krajowy KWW Unia Samorządowa                         | 16 963    | 1,77   | –     | –       | –       | –       |
|                  | Krajowa Partia Emerytów i Rencistów                  | 15 916    | 1,66   | –     | –       | –       | –       |
|                  | KWW Razem Polsce                                     | 11 628    | 1,21   | –     | –       | –       | –       |
|                  | KWW „Optymalni”                                      | 8498      | 0,89   | –     | –       | –       | –       |
|                  | KWW w Służbie Wielkopolanom                          | 2298      | 0,24   | –     | –       | –       | –       |
|                  | Konfederacja Polski Niepodległej                     | 2208      | 0,23   | –     | –       | –       | –       |
|                  |                                                      |           |        |       |         |         |         |
| Ogółem           | Ogółem                                               | 960 052   | 100,00 | –     | 39      | 21      | 100,00  |
| Głosy nieważne   | Głosy nieważne                                       | 208 365   | 17,83  | 7,23  |         |         |         |
| Frekwencja       | Frekwencja                                           | 1 168 417 | 45,91  | 2,80  |         |         |         |

Podział mandatów i rozkład procentowy poparcia w wyniku wyborów z uwzględnieniem podziału na późniejszą koalicję rządzącą w kolejności: ugrupowania zarządu, opozycja sejmikowa i pozasejmikowa (komitety, które nie przekroczyły 1% poparcia w skali województwa, potraktowano zbiorczo) [Marszałek województwa Stefan Mikołajczak, koalicja SLD-PSL-UP]:
|        |     |       |            |     |
| ↓      |     |       |            |     |
| 13     | 5   | 8     | 7          | 6   |
| SLD–UP | PSL | POPiS | Samoobrona | LPR |

|        |     |       |            |     |  |  |  |  |  |  |  |  |  |
|        |     |       |            |     |  |  |  |  |  |  |  |  |  |
| SLD–UP | PSL | POPiS | Samoobrona | LPR |  |  |  |  |  |  |  |  |  |

| Radni II kadencji | | | |                                                                                                |                                                                                                |                                                                                                |                                                                                                |                                                                                                |                                                                                                |                                                                                                |
| Nr                | Radni wybrani z list poszczególnych komitetów wyborczych (w nawiasach liczba zdobytych głosów)                        | Radni wybrani z list poszczególnych komitetów wyborczych (w nawiasach liczba zdobytych głosów)                                 | Radni wybrani z list poszczególnych komitetów wyborczych (w nawiasach liczba zdobytych głosów)       | Radni wybrani z list poszczególnych komitetów wyborczych (w nawiasach liczba zdobytych głosów) | Radni wybrani z list poszczególnych komitetów wyborczych (w nawiasach liczba zdobytych głosów) | Radni wybrani z list poszczególnych komitetów wyborczych (w nawiasach liczba zdobytych głosów) | Radni wybrani z list poszczególnych komitetów wyborczych (w nawiasach liczba zdobytych głosów) | Radni wybrani z list poszczególnych komitetów wyborczych (w nawiasach liczba zdobytych głosów) | Radni wybrani z list poszczególnych komitetów wyborczych (w nawiasach liczba zdobytych głosów) | Radni wybrani z list poszczególnych komitetów wyborczych (w nawiasach liczba zdobytych głosów) |
| 1                 | | KKW Platforma Obywatelska – Prawo i Sprawiedliwość Zbigniew Czerwiński (14 826) Lech Dymarski (10 867) Andrzej Urbaniak (3774) | | KKW Sojusz Lewicy Demokratycznej – Unia Pracy Leszek Sikorski (12 500) Izabela Dylewska (4466) |                                                                                                | Liga Polskich Rodzin Lidia Wiśniewska (1331)                                                   |                                                                                                |                                                                                                |                                                                                                |                                                                                                |
| 2                 | | KKW Sojusz Lewicy Demokratycznej – Unia Pracy Stefan Mikołajczak (16 222) Zbigniew Ajchler (11 054) Zenon Kułaga (6808)        | | Samoobrona Rzeczpospolitej Polskiej Zbigniew Nowak (8869)                                      |                                                                                                | KKW Platforma Obywatelska – Prawo i Sprawiedliwość Sławomir Poszwa (4307)                      |                                                                                                | Polskie Stronnictwo Ludowe Józef Lewandowski (5387)                                            |                                                                                                | Liga Polskich Rodzin Marek Nowak (2511)                                                        |
| 3                 | KKW Sojusz Lewicy Demokratycznej – Unia Pracy Jarosław Grobelny (17 438) Wiesław Romanowski (6240) Józef Fiksa (4406) | Samoobrona Rzeczpospolitej Polskiej Edward Bartocha (2525)                                                                     | KKW Platforma Obywatelska – Prawo i Sprawiedliwość Dariusz Szymczak (6088)                           | Polskie Stronnictwo Ludowe Jerzy Mikołajczak (4876)                                            | Liga Polskich Rodzin Przemysław Piasta (4855)                                                  |                                                                                                |                                                                                                |                                                                                                |                                                                                                |                                                                                                |
| 4                 | | Samoobrona Rzeczpospolitej Polskiej Tomasz Budner (10 670) Benedykt Wawrzyniak (3989)                                          | | KKW Sojusz Lewicy Demokratycznej – Unia Pracy Zbigniew Winczewski (8595)                       |                                                                                                | Polskie Stronnictwo Ludowe Aleksandra Jaroniewska (1790)                                       |                                                                                                | Liga Polskich Rodzin Krzysztof Marciniec (6840)                                                |                                                                                                |                                                                                                |
| 5                 | | KKW Sojusz Lewicy Demokratycznej – Unia Pracy Kazimierz Kościelny (15 627) Zbyszko Szmaj (4980)                                | | Samoobrona Rzeczpospolitej Polskiej Maja Jankowska (4141) Urszula Kuświk (3871)                | Polskie Stronnictwo Ludowe Jan Grzesiek (8775)                                                 |                                                                                                | KKW Platforma Obywatelska – Prawo i Sprawiedliwość Jarosław Wujkowski (4424)                   |                                                                                                | Liga Polskich Rodzin Rafał Skoczylas (8226)                                                    |                                                                                                |
| 6                 | KKW Sojusz Lewicy Demokratycznej – Unia Pracy Krystyna Marszałek (6324) Tadeusz Polowczyk (4164)                      | | KKW Platforma Obywatelska – Prawo i Sprawiedliwość Marian Poślednik (4811) Przemysław Smulski (4075) | Polskie Stronnictwo Ludowe Józef Poniecki (3899)                                               |                                                                                                | Samoobrona Rzeczpospolitej Polskiej Hubert Książkiewicz (4277)                                 | Liga Polskich Rodzin Elżbieta Barys (8406)                                                     |                                                                                                |                                                                                                |                                                                                                |
|                   | | | |                                                                                                |                                                                                                |                                                                                                |                                                                                                |                                                                                                |                                                                                                |                                                                                                |

## Wyniki wyborów do Sejmiku Województwa Zachodniopomorskiego II kadencji
| Komitet wyborczy | Komitet wyborczy                                     | Głosy   | Głosy  | Głosy | Mandaty | Mandaty | Mandaty |
| Komitet wyborczy | Komitet wyborczy                                     | Liczba  | %      | +/−   | Liczba  | +/−     | %       |
| ---------------- | ---------------------------------------------------- | ------- | ------ | ----- | ------- | ------- | ------- |
|                  | KKW Sojusz Lewicy Demokratycznej – Unia Pracy        | 157 968 | 33,17  | 5,83  | 13      | 9       | 43,33   |
|                  | Samoobrona Rzeczpospolitej Polskiej                  | 91 165  | 19,14  | –     | 7       | –       | 23,33   |
|                  | Liga Polskich Rodzin                                 | 62 997  | 13,23  | –     | 6       | –       | 20,00   |
|                  | KKW Platforma Obywatelska – Prawo i Sprawiedliwość   | 53 315  | 11,20  | –     | 3       | –       | 10,00   |
|                  | Polskie Stronnictwo Ludowe                           | 26 445  | 5,55   | 3,79  | 1       | 2       | 3,33    |
|                  |                                                      |         |        |       |         |         |         |
|                  | KWW „Wspólnota 2002”                                 | 30 019  | 6,30   | –     | –       | –       | –       |
|                  | KWW Konfederacja Ruch Obrony Bezrobotnych RP         | 10 195  | 2,14   | –     | –       | –       | –       |
|                  | Konserwatywno-Liberalna Partia Unia Polityki Realnej | 10 002  | 2,10   | –     | –       | –       | –       |
|                  | Alternatywa Partia Pracy                             | 8357    | 1,75   | –     | –       | –       | –       |
|                  | Krajowy KWW Unia Samorządowa                         | 7329    | 1,54   | –     | –       | –       | –       |
|                  | KWW Razem Polsce                                     | 7068    | 1,48   | –     | –       | –       | –       |
|                  | KWW Antyklerykalna Polska                            | 5460    | 1,15   | –     | –       | –       | –       |
|                  | Krajowa Partia Emerytów i Rencistów                  | 3403    | 0,71   | –     | –       | –       | –       |
|                  | KWW ZWLKP Kobiety Aktywne                            | 2495    | 0,52   | –     | –       | –       | –       |
|                  |                                                      |         |        |       |         |         |         |
| Ogółem           | Ogółem                                               | 476 218 | 100,00 | –     | 30      | 15      | 100,00  |
| Głosy nieważne   | Głosy nieważne                                       | 95 509  | 16,71  | 7,30  |         |         |         |
| Frekwencja       | Frekwencja                                           | 571 727 | 43,60  | 1,17  |         |         |         |

Podział mandatów i rozkład procentowy poparcia w wyniku wyborów z uwzględnieniem podziału na późniejszą koalicję rządzącą w kolejności: ugrupowania zarządu, opozycja sejmikowa i pozasejmikowa (komitety, które nie przekroczyły 1% poparcia w skali województwa, potraktowano zbiorczo) [Marszałek województwa Zygmunt Meyer, koalicja SLD-UP-SRP]:
|        |            |     |       |     |
| ↓      |            |     |       |     |
| 13     | 7          | 6   | 3     | 1   |
| SLD–UP | Samoobrona | LPR | POPiS | PSL |

|        |            |     |       |     |  |  |  |  |  |  |  |  |
|        |            |     |       |     |  |  |  |  |  |  |  |  |
| SLD–UP | Samoobrona | LPR | POPiS | PSL |  |  |  |  |  |  |  |  |

| Radni II kadencji | | |                                                                                                |                                                                                                  |                                                                                                |                                                                                                |                                                                                                |                                                                                                |
| Nr                | Radni wybrani z list poszczególnych komitetów wyborczych (w nawiasach liczba zdobytych głosów)                                                | Radni wybrani z list poszczególnych komitetów wyborczych (w nawiasach liczba zdobytych głosów)                 | Radni wybrani z list poszczególnych komitetów wyborczych (w nawiasach liczba zdobytych głosów) | Radni wybrani z list poszczególnych komitetów wyborczych (w nawiasach liczba zdobytych głosów)   | Radni wybrani z list poszczególnych komitetów wyborczych (w nawiasach liczba zdobytych głosów) | Radni wybrani z list poszczególnych komitetów wyborczych (w nawiasach liczba zdobytych głosów) | Radni wybrani z list poszczególnych komitetów wyborczych (w nawiasach liczba zdobytych głosów) | Radni wybrani z list poszczególnych komitetów wyborczych (w nawiasach liczba zdobytych głosów) |
| 1                 | | KKW Sojusz Lewicy Demokratycznej – Unia Pracy Karol Osowski (6290) Dariusz Wieczorek (4130) Danuta Jach (3777) |                                                                                                | KKW Platforma Obywatelska – Prawo i Sprawiedliwość Piotr Lewandowski (7394) Michał Łuczak (2055) |                                                                                                | Liga Polskich Rodzin Olga Sołtowska (1412) Janusz Kędzierski (1112)                            |                                                                                                | Samoobrona Rzeczpospolitej Polskiej Janusz Chrzanowski (6066)                                  |
| 2                 | KKW Sojusz Lewicy Demokratycznej – Unia Pracy Piotr Nowakowski (3934) Mirosław Barcikowski (3702)                                             | | Samoobrona Rzeczpospolitej Polskiej Bogusław Löpper (4286)                                     | Liga Polskich Rodzin Waldemar Kopczyński (4525)                                                  |                                                                                                | Polskie Stronnictwo Ludowe Zygmunt Dziewguć (4259)                                             |                                                                                                |                                                                                                |
| 3                 | KKW Sojusz Lewicy Demokratycznej – Unia Pracy Henryk Rupnik (7069) Jerzy Kotlęga (5295)                                                       | Samoobrona Rzeczpospolitej Polskiej Grzegorz Tomczyk (8644)                                                    |                                                                                                | KKW Platforma Obywatelska – Prawo i Sprawiedliwość Tomasz Walasek (2186)                         |                                                                                                | Liga Polskich Rodzin Ryszard Wapniarski (2946)                                                 |                                                                                                |                                                                                                |
| 4                 | KKW Sojusz Lewicy Demokratycznej – Unia Pracy Aneta Gołębiowska (4247) Andrzej Żebrowski (3238)                                               | Samoobrona Rzeczpospolitej Polskiej Krzysztof Modliński (7360) Tomasz Wywioł (2431)                            |                                                                                                | Liga Polskich Rodzin Urszula Kostuch (3215)                                                      |                                                                                                |                                                                                                |                                                                                                |                                                                                                |
| 5                 | KKW Sojusz Lewicy Demokratycznej – Unia Pracy Józef Faliński (15 078) Marian Ilnicki (4436) Roman Kobyliński (3344) Beata Radziszewska (3250) | Samoobrona Rzeczpospolitej Polskiej Czesława Nowak (3642) Monika Zajączkowska (2389)                           | Liga Polskich Rodzin Mirosław Drab (3217)                                                      |                                                                                                  |                                                                                                |                                                                                                |                                                                                                |                                                                                                |
|                   | | |                                                                                                |                                                                                                  |                                                                                                |                                                                                                |                                                                                                |                                                                                                |